# Pornografie

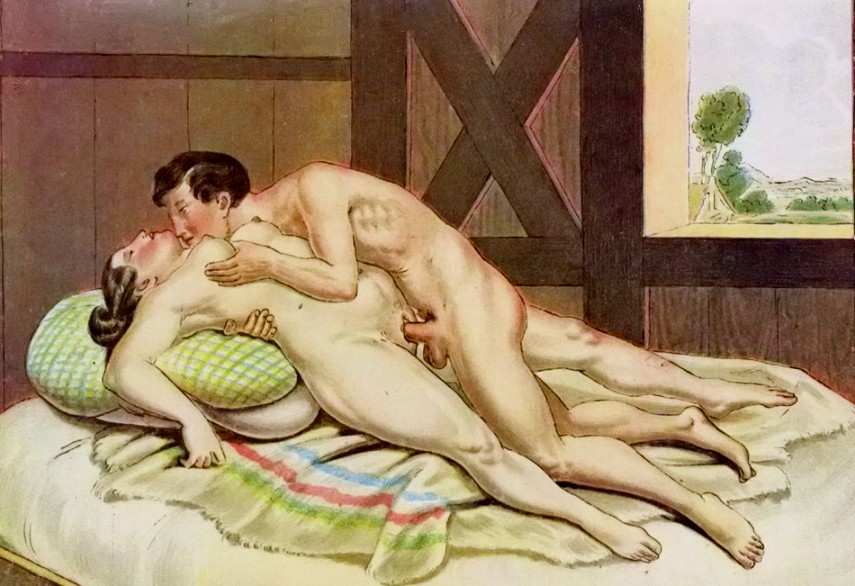
Tuschzeichnung – In der Scheune, 19. Jahrhundert

Pornografie, auch Pornographie, ist die direkte Darstellung der menschlichen Sexualität oder des Sexualaktes, in der Regel mit dem Ziel, den Betrachter sexuell zu erregen. Dabei werden die Geschlechtsorgane in ihrer Aktivität häufig bewusst betont. Der Konsum von Pornografie kann als Form des Voyeurismus (der „Schaulust“) betrachtet werden.
Darstellungsformen der Pornografie sind hauptsächlich Bilder, Filme (Pornofilm), Texte und Tonträger.

## Herkunft des Begriffs

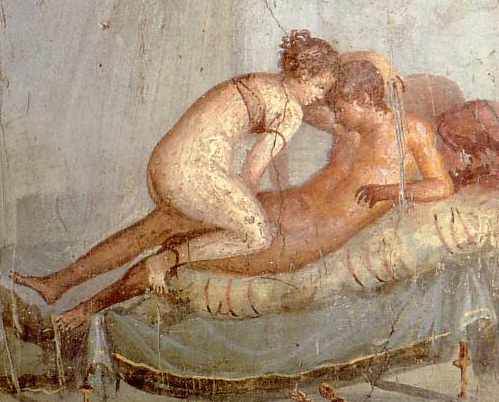
Wandmalerei in einem Cubiculum (Schlafraum) in Pompeji, 1. Jh. n. Chr.

„Pornografie“ ist ein aus dem Altgriechischen abgeleitetes Kunstwort, zusammengesetzt aus πόρνη (pórnē „Hure, Dirne“) und γράφειν (gráphein „schreiben, malen, zeichnen“; siehe auch -graphie). Einziger Beleg für den Gebrauch eines entsprechenden Begriffs in der antiken Überlieferung ist eine Stelle im Gelehrtengastmahl des Athenaios, wo vom πορνογράφος (pornográphos) die Rede ist, worunter beispielsweise ein Autor einer Biografie einer berühmten Hetäre oder ein Maler entsprechender Sujets verstanden wird.
Der Begriff Pornografie in seiner heutigen Bedeutung wurde 1830 von Karl Otfried Müller geprägt. Müller suchte damals eine Bezeichnung für diverse Kunstwerke, die bei den Ausgrabungen in Pompeji entdeckt und als äußerst obszön empfunden worden waren. Das betreffende Werk Müllers erschien 1850 auf Englisch und von da fand der Begriff Eingang in den englischen Wortschatz.

“pornography: licentious painting employed to decorate the walls of rooms sacred to Bacchanalian orgies, examples of which exist in Pompeii.”

„Pornographie: Freizügiges Gemälde zur Ausschmückung der Wände in Räumen, die bacchanalischen Orgien gewidmet sind. Beispiele sind in Pompeji vorhanden.“

Vor Müller war der Begriff schon in sozialwissenschaftlichem Zusammenhang verwendet worden, wenn es um Projekte der öffentlichen Sittlichkeit und der Reglementierung der Prostitution ging. So erschien 1769 eine Abhandlung von Nicolas Edme Restif de la Bretonne mit dem Titel Der Pornograph: Ideen eines Herrn für ein Projekt zur Regulierung von Prostituierten, geeignet zur Verhütung des Unglücks aufgrund des öffentlichen Austausches von Frauen. Dementsprechend definierte das Oxford English Dictionary noch 1905 „Pornographie“ als „eine Beschreibung von Prostituierten oder der Prostitution als Angelegenheit der öffentlichen Hygiene“.

## Geschichte

### Bildliche Darstellungen
Pornografische Darstellungen, auch explizit der Geschlechtsorgane, reichen bis in vorantike Zeiten zurück. Auf Wandbildern im alten Rom und auf antiken griechischen Vasen finden sich derartige Motive. Auch in anderen Teilen der Welt haben ähnliche Darstellungen eine lange Tradition, ein Beispiel ist die Keramik der Mochica im antiken Peru. Seit der Renaissancezeit und vor allem im 18. Jahrhundert wurden „pornografische“ Darstellungen in Form von Kupferstichen verbreitet. Die subjektive Auffassung, was als Pornografie gilt, hat sich seit der Renaissance im Übergang der Stil-Epochen erheblich verändert, ebenso die Konvention, was sittlich und ästhetisch als darstellbar gerechtfertigt erscheint.

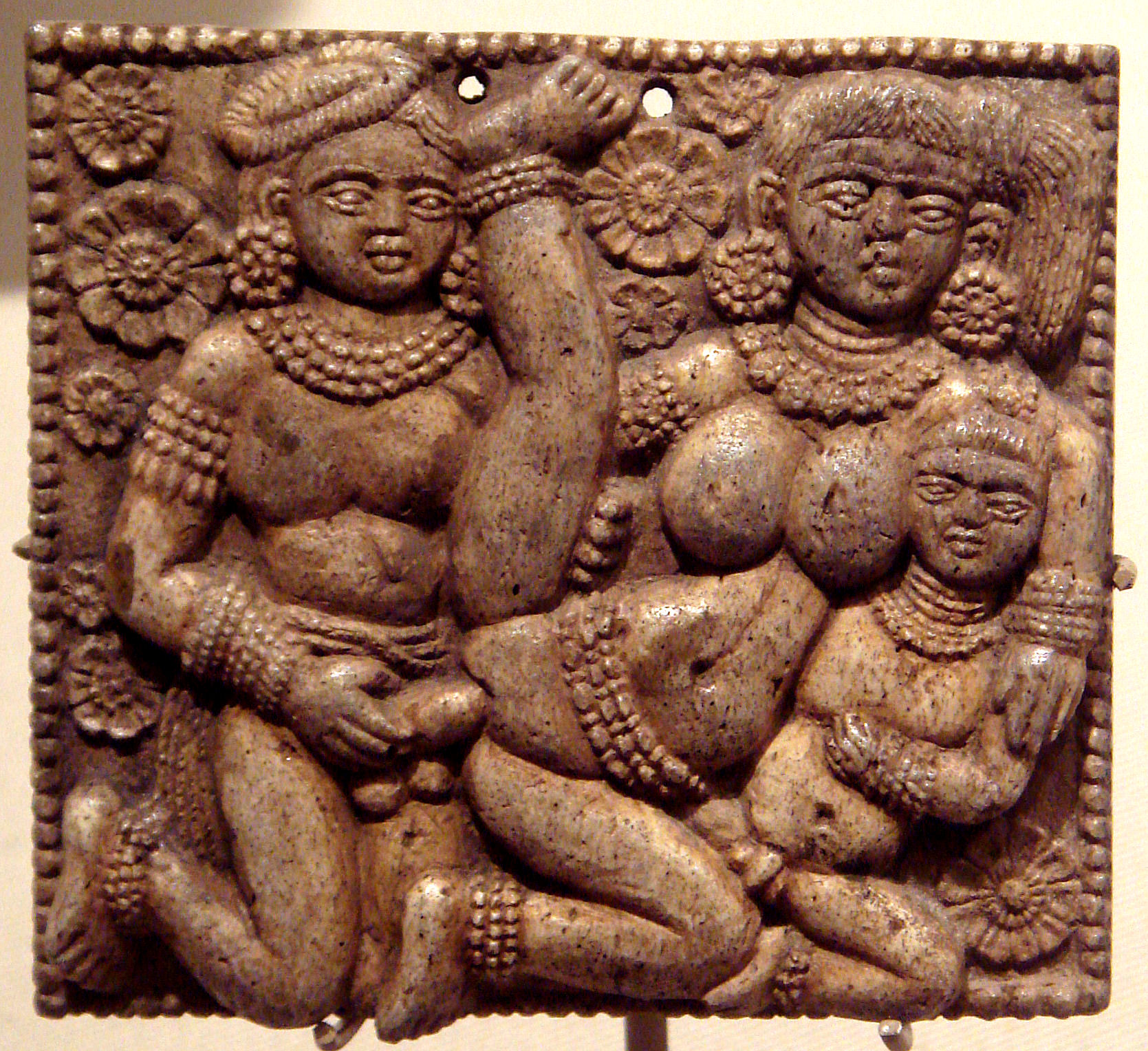
Relief aus der Shunga-Dynastie (ca. 1. Jh. v. Chr.) (Indien, heute im Metropolitan Museum of Art)
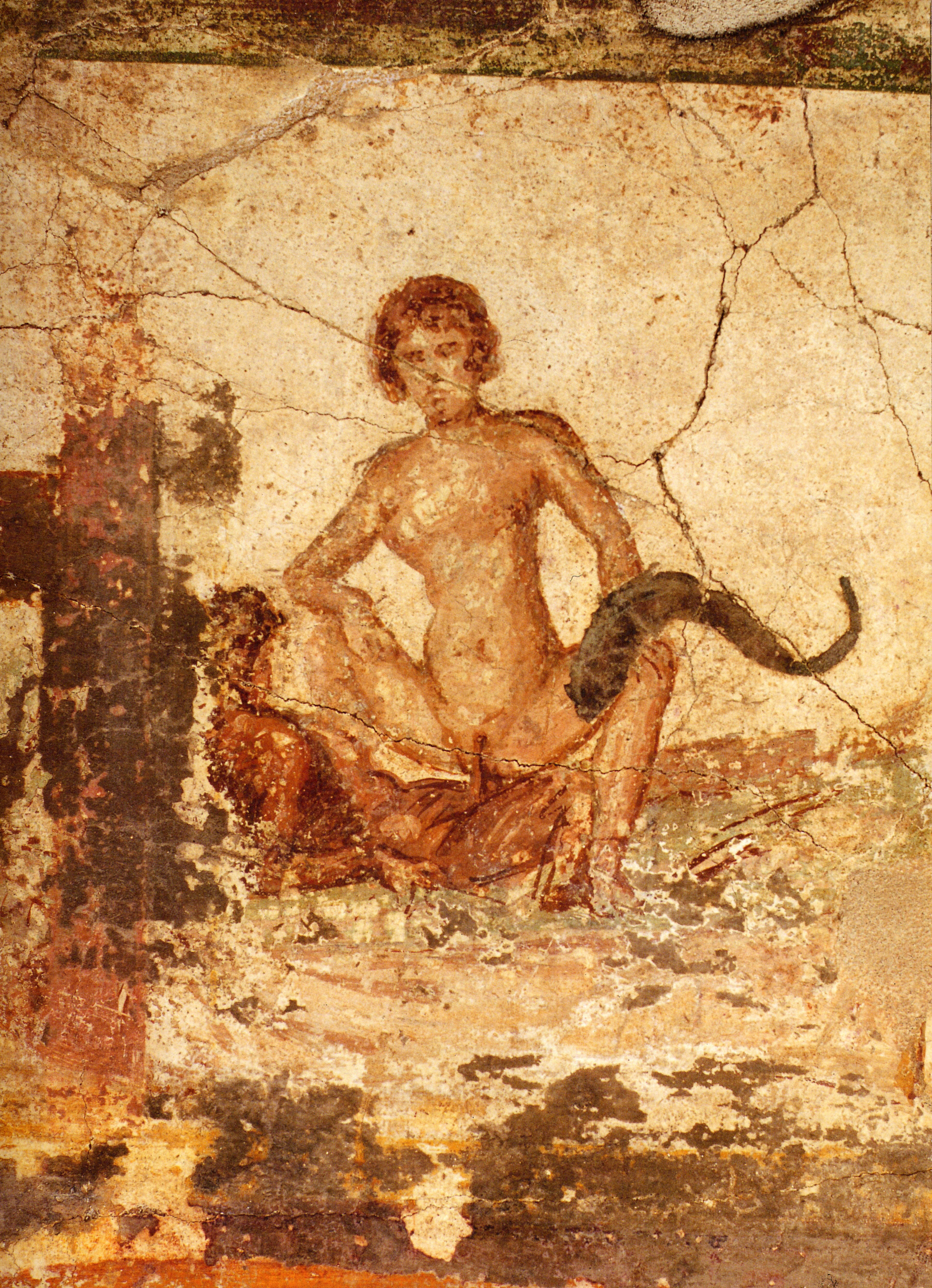
Römisches Fresko in Pompeji, 1. Jh. n. Chr.
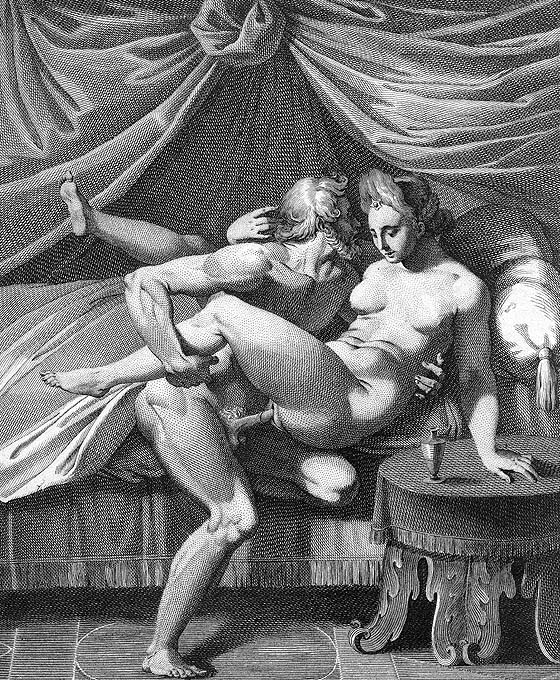
Gott Jupiter und Göttin Juno, von Agostino Carracci (1557–1602)
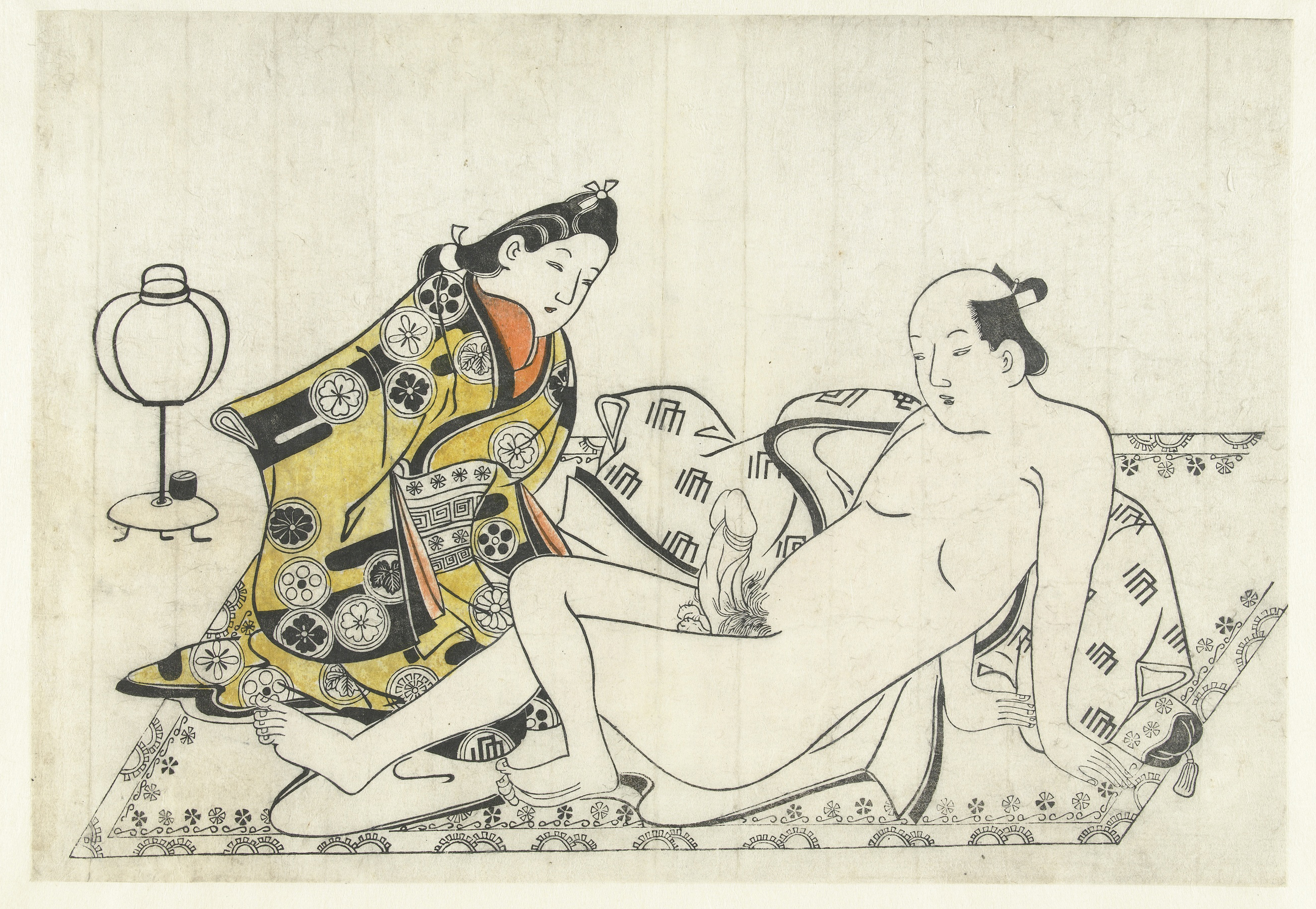
Japanischer handkolorierter Holzschnitt (ca. 1680)
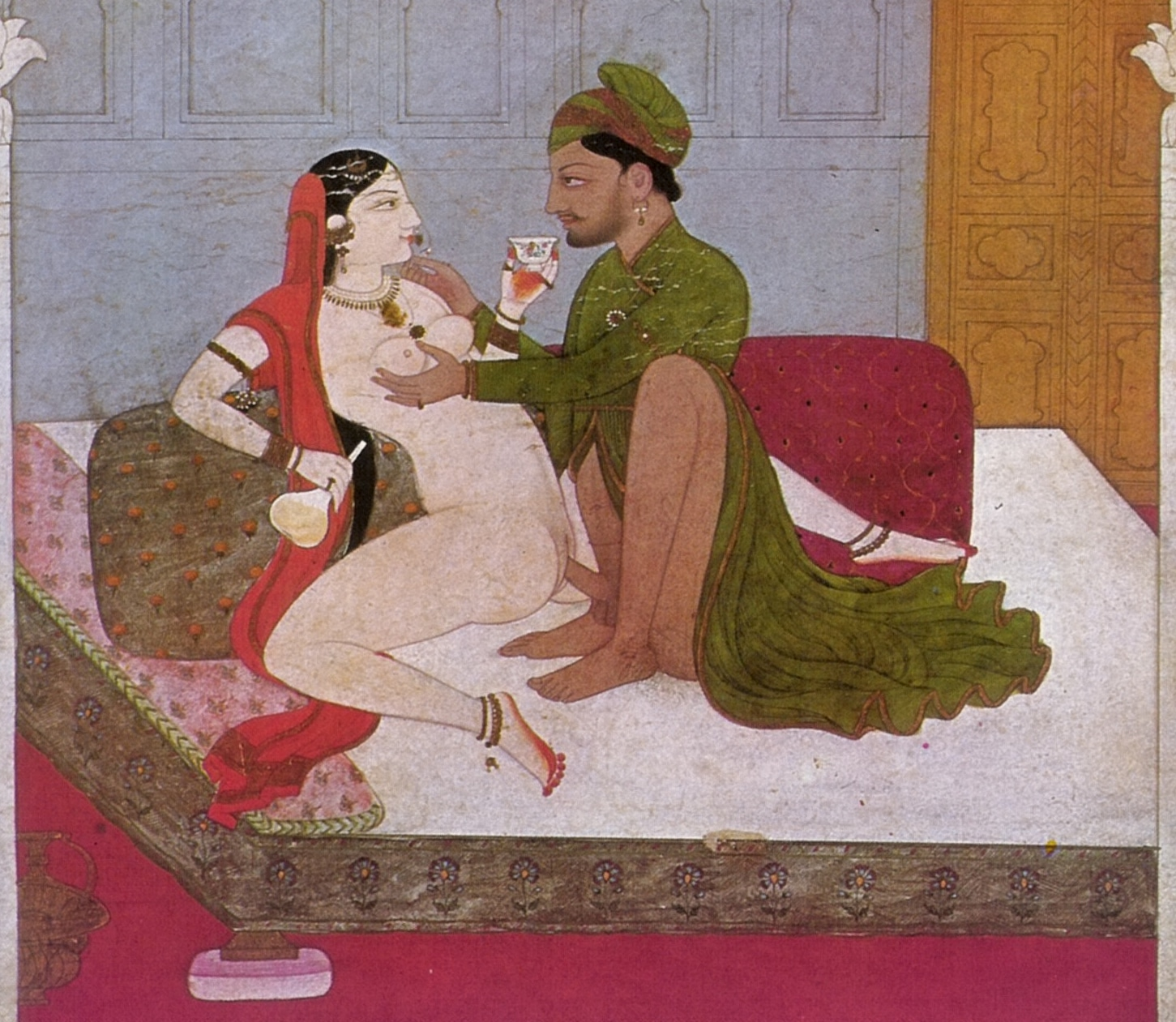
Indische Malerei (1790, aus der Kangra-Region)
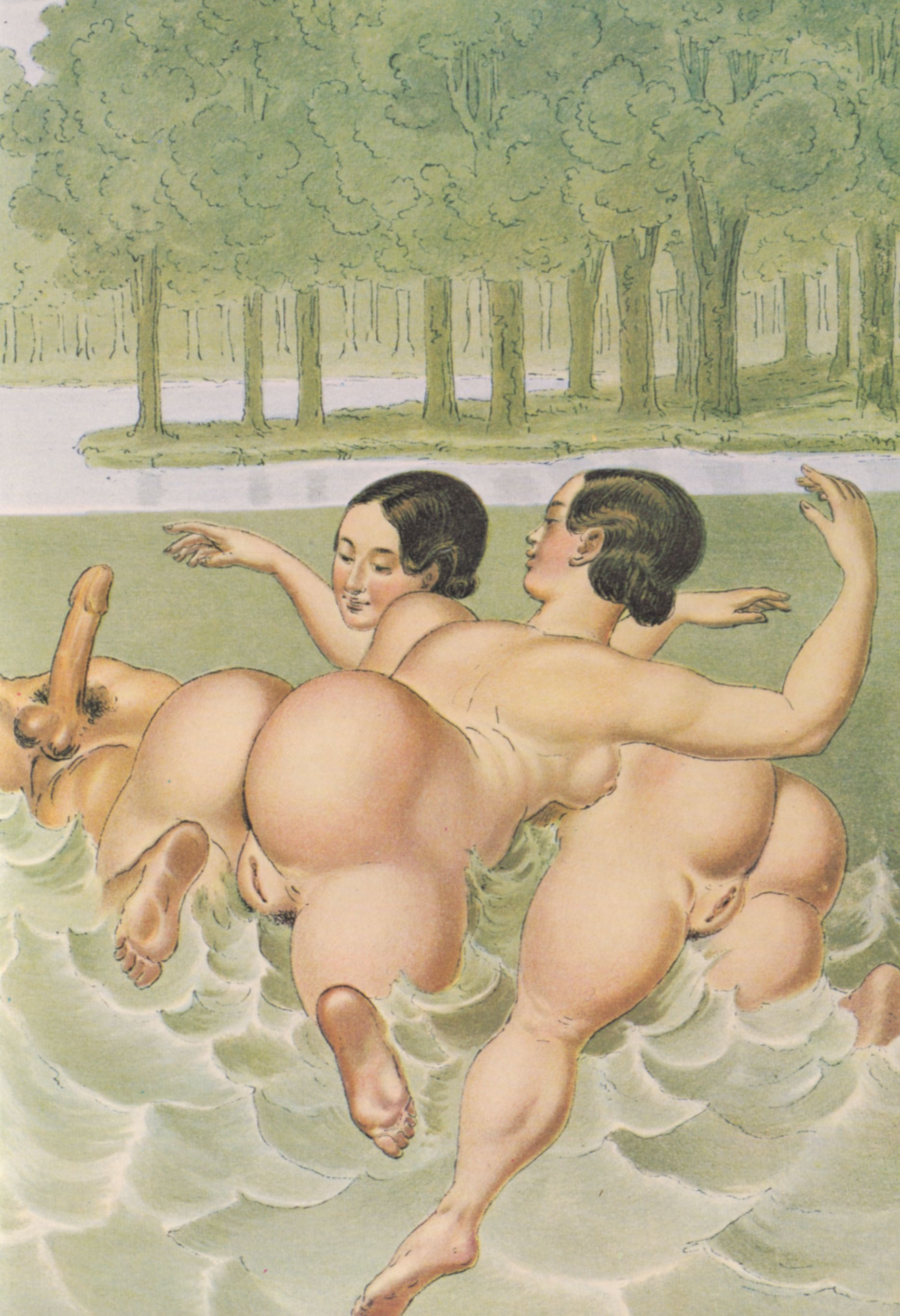
Darstellung, fälschlich Peter Fendi (1796–1842) zugeschrieben

### Fotografie und Film
Das Aufkommen neuer Medien Anfang des 19. Jahrhunderts, führte in der westlichen Welt auch bald zur Nutzung dieser für pornografische Inhalte. Nach der Erfindung der Fotografie im 19. Jahrhundert gab es Fotos mit pornografischen Motiven.
Mit der Entwicklung des Films wurden die Möglichkeiten der Pornografie erweitert, indem es möglich wurde, sexuelle Handlungen in bewegten Bildern direkt abzubilden. Die ersten pornografischen Filme entstanden im späten 19. Jahrhundert (z. B. Le Coucher de la Mariée, 1896).

#### Deutschland zur Zeit des Nationalsozialismus
In Deutschland war während der Zeit des Nationalsozialismus sowohl heterosexuelle als auch homosexuelle Pornografie als volks- und sittenzersetzend streng verboten.
Axel Lawaczeck schrieb in seinem Essay „Sexualität im Dritten Reich“ von dem Handel mit beschlagnahmter Pornographie unter der Ägide von SS-Gruppenführer Reinhard Heydrich. Ernst Grumach berichtete von einer Erotika-Sammlung in der Zentralbibliothek des Reichssicherheitshauptamtes, die „von den SS-Leuten sehr oft benutzt“ wurde. Russ Meyer erinnerte sich, dass man bei deutschen Soldaten oft „beste Pornos“ fand. Viele sind in Private Pornography in the Third Reich und  History of German Porn durch die Gretchen Kraut Collection und der Hans von Bockhain Collection dokumentiert.

#### Bundesrepublik
Eine Legalisierung fand in der BRD erst 1975 statt; in der DDR blieb sie verboten.
Im 20. Jahrhundert erfolgte die Vorführung in speziellen Pornokinos. Ein rasanter Anstieg in der Verbreitung kam mit der Entwicklung der Videokassette in den 1970er Jahren (vgl. Porno Chic). Dank dieser Technologie wurde es zum einen möglich, die Filme direkt auf Video billiger zu produzieren. Zum anderen ermöglichte die Verbreitung des Videorekorders und der in deren Folge entstehenden Videotheken den privaten Konsum zuhause.
Die gesamte Pornografie-Branche ist im Verlauf der zweiten Hälfte des 20. Jahrhunderts zu einem bedeutenden Wirtschaftsfaktor geworden. Lag 2005 nach Angaben von The Economist der weltweite taxierte Umsatz noch bei rund 20 Milliarden Dollar pro Jahr, erwirtschaftete die Pornographie-Branche 2018 nach Angaben von The Guardian alleine in den USA rund 15 Milliarden Dollar. Der Umsatz von Netflix und Hollywood entsprach im selben Jahr jeweils etwas über 11 Milliarden Dollar.

## Aktuelle Entwicklungen

### Pornografie im Internet
Pornografie im Internet ist über verschiedene Netzplattformen und Distributionswege verbreitete Pornografie. Das Internet ist durch Anonymität, Verfügbarkeit und teilweise kostenlose Angebote ein zentraler Verbreitungsweg von Pornografie geworden. Zu unterscheiden sind dabei reine Textangebote, Bild- und Filmmaterial sowie Computerspiele oder VR-Inhalte mit pornografischem Inhalt. Weiter können Online-Angebote im Gegensatz zu klassischen Vertriebswegen (wie Print oder DVD) auch Interaktivität bieten (Cam-Portale, Cam-Sex, Fernsteuerung von Sextoys), Übergänge zur Prostitution beispielsweise bei Amateur-Portalen sind fließend.

#### Amateurpornografie
Die Amateurpornografie verbreitete sich mit der Entstehung von Web 2.0 und User-generated Content in den 2000er Jahren stark im Internet. Die damit verbundene „Demokratisierung der Pornografie“ hatte bereits in den 1980er-Jahren begonnen, als mit erschwinglichen Hand-Videokameras die Produktion technisch einfach wurde.: Während bis dahin Pornografie von professionellen Produzenten und Darstellern hergestellt und kommerziell vertrieben wurde, wurden nun zunehmend Inhalte von Amateuren ins Internet gestellt. Insbesondere mit der Gründung der Plattform YouPorn im Jahr 2006 und den zahlreichen Nachahmern kam es zu einer massiven Verbreitung.
Während der überwiegende Teil der Amateurpornografie aus selbst gemachten Aufnahmen von Einzelpersonen oder Paaren besteht, die diese im Internet hochladen, besteht inzwischen in größeren Städten eine Szene, die sich zu gemeinsamen Aufnahmen trifft. Obwohl auch hier der „Spaß am Sex“ im Vordergrund steht, wird mitunter quasi-professionell produziert und eine Gewinnabsicht verfolgt, so dass die Grenzen zwischen Amateur- und professionellem Genre verschwimmen.
Die Verfügbarkeit entsprechender Aufnahme- und Endgeräten führte auch dazu, dass amateurpornografische Inhalte Eingang in die (private) Onlinekommunikation fanden. In sozialen Netzwerken finden Selfies mit Nacktbildern Verbreitung. Kommunikation mit pornografischen Inhalten kann beim Sexting stattfinden, wobei mit der Kamera eines Mobiltelefons entsprechende Aufnahmen gemacht und privat verschickt werden. Je nach Alter der verschickenden Person kann dabei Kinder- oder Jugendpornografie entstehen. Sexting ist auch eine gängige Praxis bei Fernbeziehungen.

#### Rechtslage in Deutschland
Internet-Pornografie findet teilweise in rechtlichen Grauzonen statt, da der Jugendschutz nicht immer gewährleistet ist und auch verbotene Inhalte online verbreitet werden. Neben den Angeboten durch Produzenten und Vermarkter werden pornografische Medien auch über Internet-Tauschbörsen und Sharehoster verbreitet.
Die Verbreitung pornografischer Schriften ist in Deutschland aufgrund der Jugendschutzbestimmungen § 184 Abs. 1 Nr. 1 und 2 StGB und § 4 JMStV unzulässig. Ausnahmsweise erlaubt ist die öffentliche Zugänglichmachung im Rahmen geschlossener Benutzergruppen, bei denen sichergestellt ist, dass die Teilnehmer nicht unter 18 Jahren alt sind. Zu diesem Zweck verlangen manche Betreiber dieser Webseiten die Eingabe einer Kreditkarten- oder Personalausweisnummer, um das Alter zu verifizieren. Eine solche Zugangsbeschränkung wird jedoch von der Rechtsprechung nicht als wirksam eingestuft, vielmehr sind effektive Maßnahmen wie das Postident-Verfahren erforderlich.
Die Einhaltung der geltenden Gesetze wird durch die Landesmedienanstalten sowie deren gemeinsame Medienaufsicht Kommission für Jugendmedienschutz (KJM) überwacht. Deren Sperrkriterien umfassen Stand 2022 unter anderem „bizarre Sexualpraktiken“ und „Promiskuität“ und werden daher bspw. von netzpolitik.org als veraltet kritisiert.
Die KJM ließ als Mittel zur Durchsetzung von Jugendschutzmaßnahmen in Deutschland bis 2019 neben zuverlässigen Altersverifikationen auf Online-Pornografieportalen auch die Selbstauszeichnung zu, welche dann durch entsprechende Jugendschutzprogramme zum Filtern der Seiten auf den Endgeräten genutzt werden konnte. 2019 entzog die KJM dem Jugendschutzprogramm 'JusProg' die Zulassung. JusProg, bereitgestellt von der FSM, war bis dahin das einzige akzeptierte Jugendschutzprogramm. Eine Gewährleistung des Jugendmedienschutzes durch Filterprogramme stand somit nicht mehr zur Verfügung. Seitdem gehen FSM und Landesmedienanstalten verstärkt gegen Pornoangebote ohne Altersverifikation vor, unabhängig vom Standort der Betreiber. Die FSM setzte seitdem unter anderem Netzsperren auf DNS-Basis gegen das Portal xHamster durch. Portale des größten Betreibers von Online-Pornografieplattformen Mindgeek wurden vom VG Düsseldorf nach einer Klage der Landesanstalt für Medien NRW zur zuverlässigen Altersverifikation in Deutschland verpflichtet.
Strafrechtlich zu verfolgen sind sowohl die Anbieter als auch Abrufer von Kinderpornografie. Den Betreibern entsprechender Web-Angebote war schwer beizukommen, solang sich die Webserver, die Inhalte im Internet verfügbar machten, im Ausland befanden und die Kommunikation mit den ausländischen Behörden auch aufgrund anderer Rechtslage im Ausland schwierig war. Darstellungen sexuellen Kindesmissbrauchs sind inzwischen jedoch fast weltweit unter schwere Strafen gestellt, sodass sie im Internet kaum noch öffentlich angeboten werden. Die Verbreitungskanäle sind von IRC-Channels und anderen geschlossenen Chaträumen weitgehend ins sogenannte Darknet verlagert worden. Trotz der dort verwendeten Anonymisierungstechnologien werden einschlägige Plattformen regelmäßig zerschlagen und Akteure festgenommen.

### Alternative und feministische Pornografie

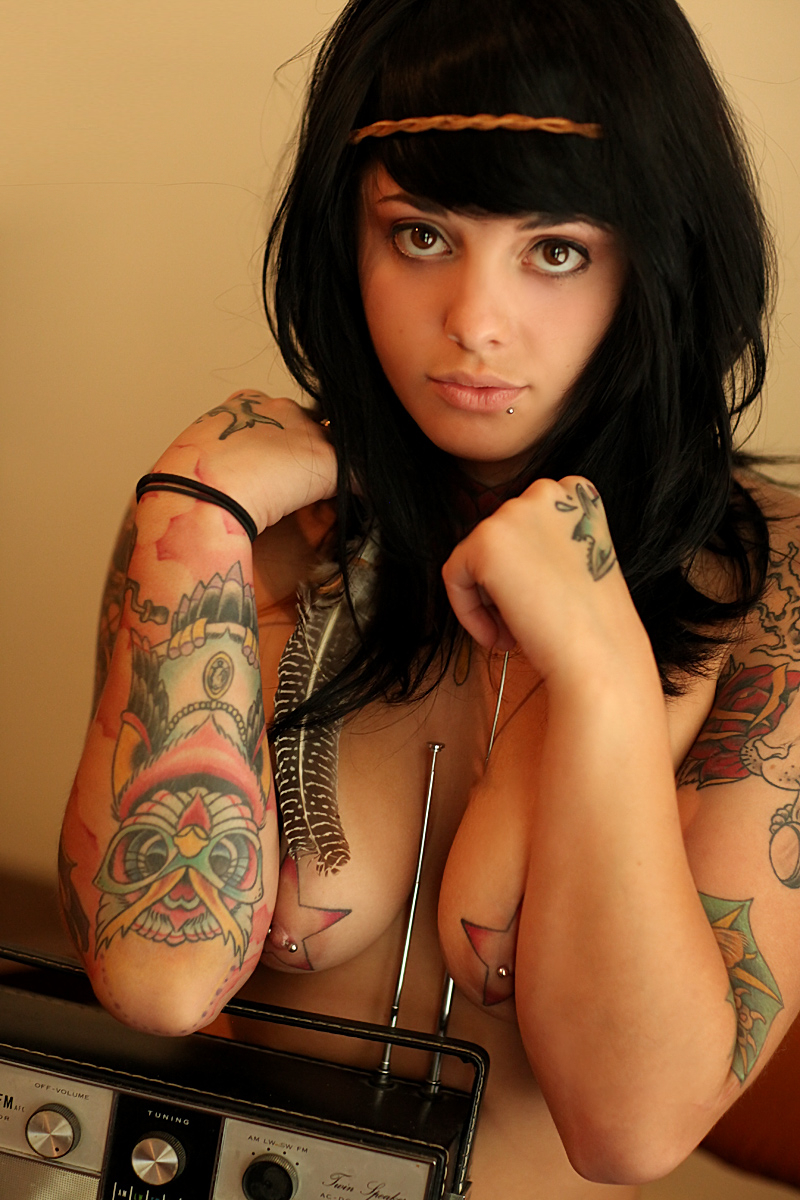
Typisches Alt porn-Modell: Tätowierungen und Piercings sind in dem Genre üblich

Alt porn als Abkürzung für „alternative Pornografie“ bezeichnet eine Form der Pornografie, die sich bewusst von der üblichen „Mainstream“-Pornografie abgrenzen will. Die Akteure entsprechen in ihrem Stil und Aussehen meist nicht den üblichen Klischees der Pornobranche. Kulturell verwurzelt ist Alt porn eher in urbanen Gegenkulturen wie Punk, Emo, Gothic, Skate und Hip-Hop. Piercings, Tattoos und andere Formen von Körpermodifikation sind häufig zu finden. Altporn entstand in den 1990er Jahren, aufbauend auf dem Cinema of Transgression der 1980er Jahre. Populärste Vertreter des heutigen Altporns sind die SuicideGirls.
Feministische Pornografie entstand im Umfeld des sex-positiven Feminismus. Es wird darin eine Strömung innerhalb des Feminismus bezeichnet, die der Pornografie prinzipiell offen gegenüber steht (im Gegensatz zur Pornografie-feindlichen Haltung des klassischen Feminismus). So existieren zahlreiche pornografische Medien, die sich explizit als feministisch einstufen.

### Weiterentwicklung der Pornografie
Die Konferenz- und Buchreihe Arse Elektronika beschäftigt sich seit 2007 mit der Erforschung der technologischen Entwicklung von Pornografie, auch in Hinblick auf sozialwissenschaftliche, gesellschaftliche und politische Debatten. Ein Schwerpunkt liegt in der Analyse neu aufkommender Technologien, wie z. B. Virtual Reality und Interactive Fiction in Bezug auf Pornografie. Johannes Grenzfurthner analysiert: „Von den tausende Jahre alten Höhlenzeichnungen einer Vulva bis zum neuesten Porno-Live-Stream – Technologie und Sexualität waren schon immer eng miteinander verbunden.“

## Gattungen und Klassifikation

### Film

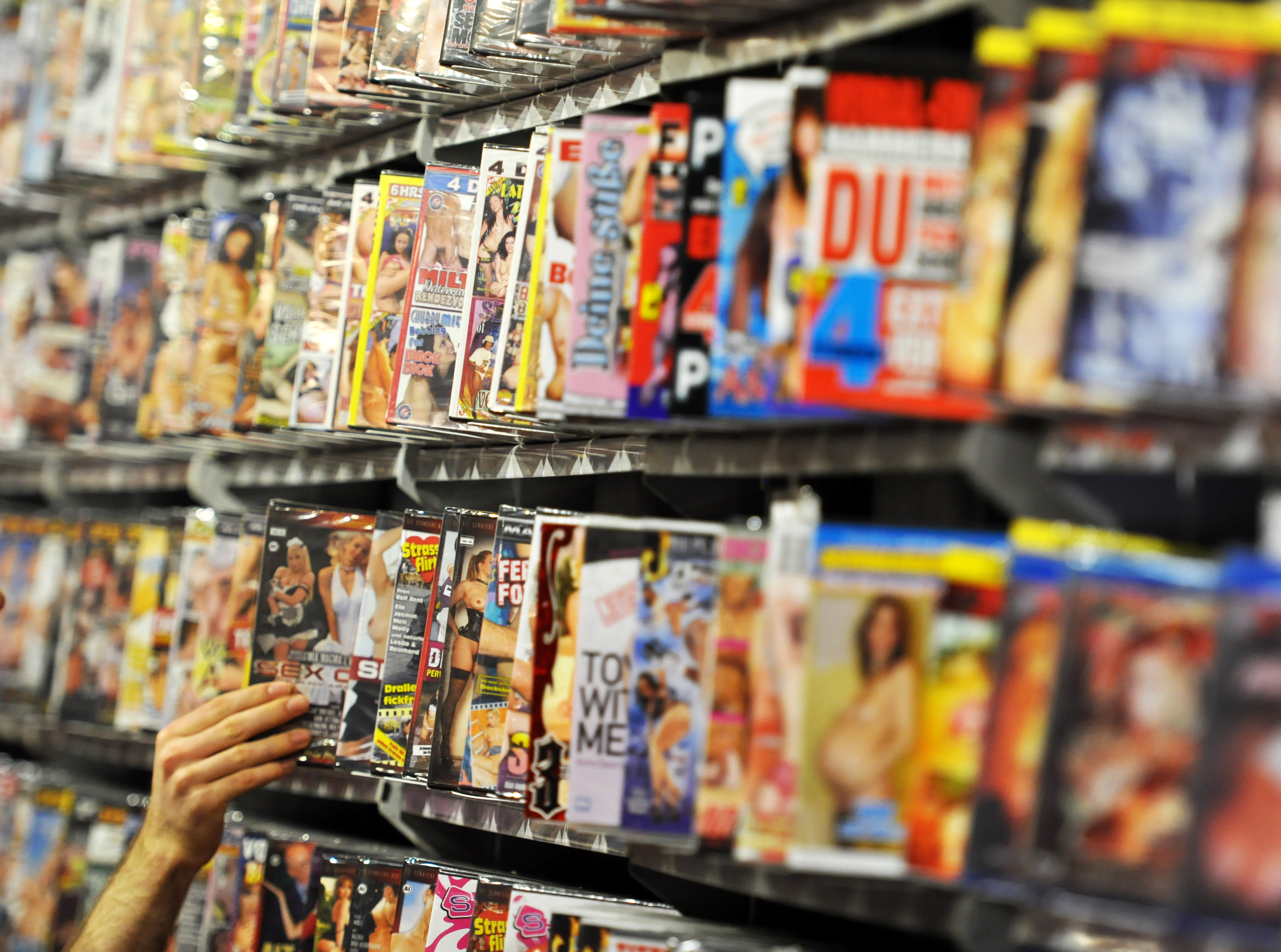
DVD-Verkaufsregal für Pornofilme

#### Softpornos, Erotik- und Sexfilme
Der häufig und gerne verwendete Begriff „Softporno“ ist nicht exakt definiert. In der Regel bezeichnet dieses Wort das, was man weitgehend unter den Erotikfilmen mit vorhandener, auch nicht-sexueller Handlung (Filme des italienischen Regisseurs Tinto Brass, die zu Soft-Versionen geschnittenen Josefine Mutzenbacher-Pornofilme bzw. die soften Mutzenbacher-Filme mit Christine Schuberth, die Folgen der Emanuela- und Emmanuelle-Reihe) versteht. Gemeint ist mit dem Synonym selbst zumeist nur der Unterschied zu Hardcore-Filmen bzw. Pornos, die in der Regel ja auch alle gesetzlich erlaubten Formen des Geschlechtsverkehrs zeigen. Für erotische Filme, die nicht zu den Pornos zählen, gelten jedoch ganz bestimmte strenge Richtlinien. So werden der erigierte Penis und die geöffnete Vulva (bis auf ganz wenige Ausnahmen, wie im Film Romance XXX) fast nie direkt gezeigt. „Softpornos“ oder Erotikfilme fallen deswegen auch nicht unter die Pornografie im Sinne des Gesetzes.
Der Sexfilm (der ebenfalls oft als „Softporno“ bezeichnet wird) ist eine Filmgattung, bei der hauptsächlich sexuelle Handlungen dargestellt werden; im Gegensatz zum Hardcore-Film und „Porno“ wird der Geschlechtsakt jedoch nur simuliert und die Geschlechtsteile werden nicht in erregtem oder geöffnetem Zustand gezeigt. Sexfilme (einige davon werden auch bevorzugt als „Sex-Klamotte“ bezeichnet), die zumeist als weniger anspruchsvolle Art des Erotikfilms angesehen werden (Beispiele: Unterm Dirndl wird gejodelt, Beim Jodeln juckt die Lederhose, die erst in den 1980er Jahren gedrehten Folgen der Filmreihe Eis am Stiel), dürfen daher in Deutschland im frei zugänglichen Fernsehen ausgestrahlt werden, allerdings erst zu einem von den Landesmedienanstalten festgesetzten Zeitpunkt (in der Regel von 23:00 bis 3:00 Uhr). Trotzdem sind sie relativ häufig mit der Altersfreigabe FSK „ab 16 Jahren“ klassifiziert.

#### Hardcore oder Pornografie

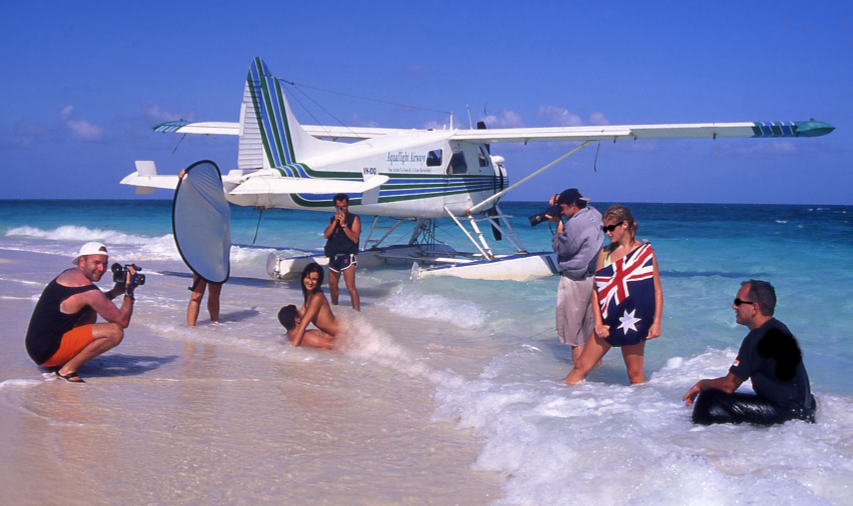
Pornofilm-Regisseur Pierre Woodman, Mitarbeiter und Darsteller bei Filmaufnahmen in Australien

Unter Hardcore wird (im Gegensatz zu Soft Core/Erotica) eine explizite Darstellung sexueller Aktivitäten verstanden, wobei die Geschlechtsorgane während des Geschlechtsverkehrs in aller Offenheit dargestellt werden. Hardcore ist jedoch nicht mit harter Pornografie zu verwechseln. Hardcore-Pornografie wird über verschiedene Medien verbreitet. Als Printformate existieren beispielsweise Pornohefte, Bücher, Zeitschriften oder Fotos. Gängige Bewegtbild-Angebote vor dem Aufkommen der Online-Pornografie waren der Film in Programmkinos oder in Videokabinen oder für den Privatkonsum auf Video (DVD, VHS-Kassette usw.).
Thematisch folgen viele der meist für ein heterosexuelles Publikum geschaffenen Hardcore-Filmproduktionen einem im Lauf der Pornofilm-Geschichte entstandenen Standardplot mit Oralverkehr, Vaginalverkehr in verschiedenen Stellungen und fast immer einer abschließenden Ejakulation auf den Körper, ins Gesicht oder in den Mund einer weiblichen Akteurin; dies wiederholt sich meist mehrmals pro Film mit jeweils verschiedenen Darstellern. Dazu kommen als Varianten häufig Analverkehr und lesbisch-sexuelle Handlungen. Falls eine Rahmenhandlung existiert, hat diese in der Regel nur eine Alibifunktion, um zur sexuellen Aktivität überzuleiten.
Filme mit durchgehenden Handlungssträngen werden als Feature-Filme bezeichnet. Rahmenhandlungen können pseudodokumentarisch sein und beispielsweise Castings zeigen, als reine „Sex-Dokumentation“ kann das ganze Gonzo-Genre gelten, welches sich durch die Einbeziehung bzw. Leitung durch den Kameramann auszeichnet. Gedreht werden aber auch vergleichsweise aufwändige Features, teils angelehnt an bekannte Blockbuster. Die AVN-Awards zeichnen regelmäßig die besten Feature-Filme, seit einigen Jahren auch separat die besten Porn-Parodien aus.
Mit der Verbreitung von Online-Pornografie wurden typische Formate des traditionellen Films teilweise verdrängt. Mehrere Episoden, die auf einer einzelnen VHS-Cassette oder DVD zusammengestellt sind, können online auch einzeln abgerufen werden. Die Klassifikation von Film- bzw. Clip-Genres differenziert sich seitdem stark aus und bildet statt wenigen, statischen Analogien zu Filmgenres die gezeigten Praktiken sowie Attribute der Darsteller ab. Gängige Überkategorien großer Online-Plattformen mischen Attribute und Sexualpraktiken (Lesbian, Japanese, MILF, Ebony, Hentai, Anal, Mature, Threesome...), granularer ergeben sich zahlreiche Unterkategorien, die auch Nischen- und Fetischinteressen detailliert abbilden.
Hardcore- bzw. Pornofilme richteten sich lange Zeit auf ein zumeist männliches Publikum aus. Ein Trend zur zunehmenden Adressierung von Frauen und Paaren existiert,  wobei z. B. höherer Wert auf attraktive männliche Darsteller sowie die Darstellung weiblichen Sexualvergnügens gelegt wird (siehe auch Feministische Pornografie). Weibliche Perspektiven im Wortsinn bleiben indessen weiterhin selten, so wird konstatiert, dass es praktisch keinen „weiblichen Gonzo“ (aus Perspektive der Frau gefilmten Porn) gebe.

### Fotografie: Abgrenzung zur Kunst

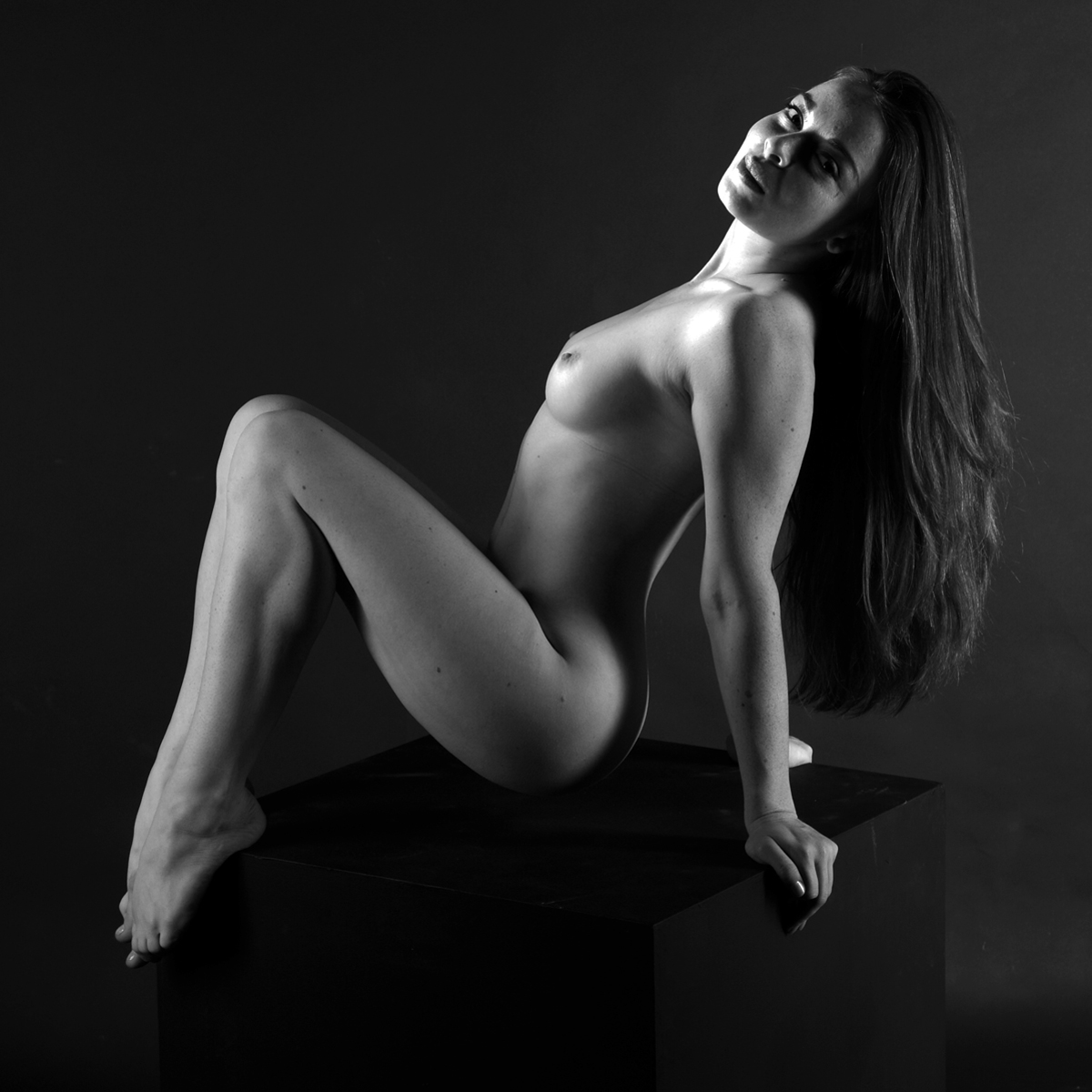
Ein Beispiel für Aktfotografie

Die Bestimmung des ästhetischen Wertes einer Aktfotografie und die Abgrenzung von der erotischen Fotografie ist subjektiv. Darüber hinaus gibt es Überschneidungen mit der Pornografie. Im Gegensatz zur Pornografie verfolgt die künstlerische Darstellung jedoch nicht das Ziel, den Betrachter sexuell zu erregen. Das schließt natürlich nicht aus, dass ein Akt in der Kunst auch aus diesem Grund betrachtet wird.
Aktfotografie und erotische Fotografie stehen immer im Spannungsfeld zwischen künstlerischer Freiheit, Ästhetik, Kitsch, Provokation und dem Verstoß gegen die „guten Sitten“ oder die Sexualmoral.
Die Unterscheidung versucht, der veränderten Sexualmoral in der westlichen Welt Rechnung zu tragen, die sich als Konsequenz aus der sogenannten sexuellen Revolution ergaben. Als Pornografie wird in der neuesten Literatur zum Thema Material definiert, „das sexuell stimuliert oder stimulieren kann, dabei aber deutlich aggressive Anteile enthält, wobei Aggressivität bereits vorliegt, wenn Menschen abgewertet bzw. degradiert werden, ohne dass der Kontext zu einer Reflexion darüber anregt“ [Definition nach Herbert Selg]. Erotografisch ist dagegen Material, das die Sexualität ohne Degradierung und auf Basis der Gleichwertigkeit der Beteiligten darstellt und grundsätzlich prosoziale Handlungen unterstützen kann. Künstlerische Erotografie ist frivol, aber nicht obszön oder vulgär, kann auch sexuelle Phantasien darstellen und nicht nur den sexuellen Alltag. Wenn die Welt der Erotografie aber eine utopische ist, dann zeigt sie die Möglichkeiten, die jenseits unseres täglichen sexuellen Erlebens liegen. Erotografie ist im Regelfall – aber nicht immer – auf sexuelle Aufreizung gerichtet und zeigt körperliche Intimität; sie zielt aber auf mehr als nur die sexuelle Stimulation des Betrachters ab.
Zur Erotografie zählen folglich künstlerische Darstellungen (z. B. Akte, Erotik in Spielfilmen, Belletristik, Theaterstücken, Lyrik usw.), erotischer Realismus (z. B. erotische Szenen in Sachbüchern und Aufklärungsfilmen, Schriften, in denen Sexualität als integrierter Bestandteil des menschlichen Lebens dargestellt wird, Darstellungen mit Transparenter Kleidung usw.) sowie Erotika zur sexuellen Stimulation (z. B. erotische Fotografie, sog. Männermagazine, bewusste selbstbestimmte „soft-pornografische“ Konventions- und Tabuverletzung à la Fanny Hill – bei sexuellen Phantasien spielen Dominanz und Unterlegenheit eine nicht unwesentliche Rolle).
Doch was degradierend ist, ist natürlich immer von den Normen und Werten einer Gesellschaft abhängig und kann nicht grundlegend bestimmt werden. Persönlichkeitsbezogene und situative Faktoren entscheiden, ob Pornografie und Erotografie ein gewalttätiges Verhalten fördern und eine Dosiserhöhung erfordern oder ob der Erregungszustand des Individuums zur Sublimation des Triebpotentials führt.
In der rechtswissenschaftlichen Fachliteratur wird festgestellt, dass die Grenzen vom künstlerischen Akt über den freizügigen und erotischen Akt bis hin zur Pornografie fließend sind. Dies soll zunächst vor allem mit den unterschiedlichsten subjektiven Auffassungen zusammen hängen. Heißt: Worin einige noch den provozierenden, freizügigen Akt sehen, ist für manche schon die Grenze zur Pornografie überschritten und der künstlerische Wert des Bildes mehr als fraglich.
Anders ausgedrückt: die Grenzen zwischen Akt, Erotik und Pornografie lassen sich nicht trennscharf ziehen: Was der eine vorbehaltlos akzeptiert, kann für den anderen bereits unter der moralischen Gürtellinie angesiedelt und somit pornografisch besetzt sein. Die Rechtsprechung definiert wiederum Pornografie „… als grobe Darstellung des Sexuellen in drastischer Direktheit, die in einer den Sexualtrieb aufstachelnden oder die Geschlechtlichkeit in den Schmutz ziehenden oder lächerlich machenden Weise den Menschen zum bloßen (auswechselbaren) Objekt geschlechtlicher Begierde oder Betätigung jedweder Art degradiert“ (fsm.de). Abgesehen davon sind die Gestaltungsgrenzen aber weit gesteckt und die künstlerische Freiheit sogar durch das Grundgesetz geschützt.

## Wissenschaftliche Studien

### Gesellschaftliche Verteilung des Pornografiekonsums

#### Geschlechterverteilung
Eine Erhebung aus dem Jahr 2006 geht von weltweit jährlich 40 Millionen Nutzern von Internet-Pornografie aus. 72 % der Konsumenten sind Männer, 28 % Frauen.
Verschiedene Studien ergaben ähnliche Reaktionen auf pornografische Reize bei beiden Geschlechtern. Männer wie Frauen werden auf gleiche Art durch visuelle sexuelle Reize erregt, das heißt, das Erregungsmuster ist vergleichbar. Bei beiden Geschlechtern führt die Darbietung pornografischer Reize zu spezifischen Änderungen in Herzschlag, Atmung und Durchblutung der Genitalien. Auch die Hirnaktivität ist bei beiden Geschlechtern ähnlich: in Studien mit funktioneller Kernspintomografie zeigten sich bei beiden Geschlechtern die gleichen Hirnareale aktiviert (bei Männern ist lediglich der Hypothalamus stärker aktiviert).
Frauen werden jedoch durch andere Darstellungsarten in der Pornografie angesprochen als Männer. So zeigte sich, dass Frauen eher Darstellungsformen bevorzugen, die eine Projektion ermöglichen. Sowohl Männer als auch heterosexuelle Frauen schenken den weiblichen Darstellerinnen mehr Aufmerksamkeit: Frauen wollen sich mit den dargestellten Personen identifizieren und in die dargestellte Szene hineinversetzen können. Männer tendieren eher zu einer Objektivierung der dargestellten Personen. Frauen achten mehr als Männer auf Kontextreize wie etwa die Handlung des Films.

#### Altersstruktur
Mit der erhöhten Masturbations-Häufigkeit in der Pubertät ist auch der Pornografiekonsum in diesem Altersabschnitt überdurchschnittlich hoch, hier ist der Konsum von Pornografie bei Jungen signifikant stärker als bei Mädchen verbreitet: 2005 ergab eine Studie, dass 60 % der 15-jährigen Jungen und 9 % der Mädchen regelmäßig Pornofilme konsumieren, 2009 ergab eine Umfrage, dass 85 % der 15-jährigen Jungen und 71 % der 15-jährigen Mädchen mindestens einmal Kontakt mit Pornografie hatten. Bei einer Befragung von 18–30-jährigen heterosexuellen Dänen gaben 97,8 % der männlichen und 79,5 % der weiblichen Befragten an, schon einmal pornografische Darstellungen betrachtet zu haben, wobei auch von einer erhöhten Dunkelziffer auszugehen ist. Im Durchschnitt beginnt der erste Kontakt zur Pornografie mit 14 Jahren, mit sinkender Tendenz: So gaben 14- und 15-jährigen Jungen an, dass sie beim Erstkontakt im Durchschnitt 12,7 Jahre alt waren, bei den 16–17-Jährigen lag das Alter bei 14,1 Jahren, bei den 18–20-Jährigen bei 14,9 Jahren. 2017 ergab eine Umfrage unter deutschen Jugendlichen, dass 21 Prozent aller männlichen Jugendlichen täglich Pornografie konsumieren, bei den gleichaltrigen Mädchen waren es 6 Prozent. In der gleichen Umfrage gaben 71 Prozent der Jungen 10 Prozent der Mädchen an, mindestens wöchentlich Pornografie zu konsumieren. Gemäß einer Studie konsumieren 48 % aller 15- bis 16-jährigen Jungen in Europa mindestens fünfmal die Woche Pornografie. Eine in den Niederlanden unter 13–18-jährigen Personen durchgeführte Erhebung ergab, dass 71 % der männlichen und 40 % der weiblichen Befragten innerhalb der vorherigen sechs Monate absichtlich „eindeutig sexuelles Material“ konsumiert hatten.

### Jugendgefährdung
Der Sexualwissenschaftler Kurt Starke verneint die Ansicht, dass einfache Pornografie schädlich oder jugendgefährdend sei. In einer von dem Erotik- und Medienunternehmer Tobias Huch in Auftrag gegebenen Untersuchung einer großen Anzahl von Studien zu diesem Thema kam er zu dem Schluss, dass „eine schädliche Wirkung von Pornografie per se auf Jugendliche nicht belegt werden“ könne. Starke hält sogar das Verbot einfacher Pornografie für jugendgefährdend, da damit sexuelle Handlungen dämonisiert würden und es zu einer falschen Selbstwahrnehmung Heranwachsender kommen könne. Dem Vorwurf, für eine seiner Expertisen „von der Pornobranche finanziert worden“ zu sein, begegnete Starke mit dem Hinweis, „als Freiberufler“ müsse „man auch noch von etwas leben“. Die Annahme einer inhaltlichen Beeinflussung durch den Auftraggeber wies Starke als „unverschämte Unterstellung“ zurück.
Der Kinder- und Jugendpsychotherapeut/-psychiater und Sexualmediziner Alexander Korte untersuchte in seinem 2018 erschienenen Buch „das alltagskulturelle Phänomen der Pornografie sowohl aus psychoanalytisch-kulturwissenschaftlicher Perspektive als auch aus Sicht der empirischen Sexualwissenschaft und der Entwicklungspsychologie“ und beschrieb „die unterschiedlichen psychischen Integrationsaufgaben von Jungen und Mädchen im Zuge der pubertätsbedingten körperlichen und psychosexuellen Reifung, die für das Verständnis des ausgeprägten Gendereffekts bei der Nutzung von pornografischen Angeboten wichtig“ seien. Er unterschied sowohl zwischen Kindern und Jugendlichen als auch zwischen verschiedenen Inhalten von Online-Pornografie und hinterfragte den negativen Einfluss dieser Angebote auf Minderjährige kritisch. Korte schlägt vor, „die Verwahrlosungs- und Viktimisierungsdebatte über (Online-)Pornografie kritisch zu reflektieren und die augenfällige ‚moralische Panik‘ auf unbewusste Motive zu untersuchen, ohne jedoch die möglichen, aus entwicklungspsychologischer Sicht keineswegs zu unterschätzenden Risiken zu übersehen“. Es gab einige Rezensionen, u. a. schrieben Verena Lepschi und Sandra Dehning im Ärzteblatt, das Buch Kortes eigene sich für jene, die klinisch-therapeutisch mit Jugendlichen arbeiten und darüber nachdenken würden, wie der Einfluss des Konsums von Pornografie auf die psychosexuelle Entwicklung von Minderjährigen einzuschätzen sei. Nach Korte sei Pornografie grundsätzlich „immer dann zu problematisieren, wenn sie physisch oder psychisch verletzend, diskriminierend oder ausgrenzend wirke“.

### Darstellung von Gewalt und Sexualpraktiken in der Mainstream-Pornografie
In einer Studie aus dem Jahre 2006 untersuchte eine Arbeitsgruppe um die amerikanischen Medienwissenschaftler Robert Wosnitzer, Erica Scharrer und Ana Bridges die Darstellung von Gewalt, Erniedrigung und Sexualverhalten in den beliebtesten pornografischen Mainstream-Videos. Im Vergleich zu früheren Studien stellten sie einen eindeutigen Anstieg von Darstellungen sexueller Gewalt fest. 88,2 % aller untersuchten Szenen stellten physische Aggression dar, wobei die häufigsten Gewaltakte Spanking (Hinternversohlen: 35,7 %), Gagging (Würgen: 27,7 %) und Open-hand slapping (Schläge mit offener Hand: 14,9 %) waren. Verbale Aggression, insbesondere Beschimpfungen, war in 48 % aller untersuchten Szenen vorhanden. 94 % aller Gewalthandlungen – sowohl physischer als auch verbaler Natur – waren gegen Frauen gerichtet. In vier Prozent der Fälle waren Männer Opfer von aggressiven Handlungen durch Frauen und 0,6 % von Gewaltakten durch Männer. 95,2 % der Opfer reagierten neutral oder mit Äußerungen des Vergnügens, wobei Männer im Vergleich zu Frauen viermal häufiger mit Missfallen reagierten, wenn Gewalthandlungen gegen sie gerichtet waren. Theorien des erlernten Verhaltens gehen davon aus, dass positive Reaktion auf Aggression und Gewalt die Akzeptanz für diese Handlungen beim Zuschauer erhöhen könne.
Die häufigsten Sexualakte waren Oralsex durch Frauen an Männern (90,1 %) und Vaginalsex (86,2 %). Weitere untersuchte Sexualakte waren Analsex (55,9 %), Oralsex durch Männer an Frauen (53,9 %), gleichzeitige vaginale und anale Penetration (18,1 %) sowie doppelte anale Penetration (2 %). Bei 41,1 % der Analsex-Szenen wurde anschließend Ass-to-Mouth gezeigt, eine Praxis, die erst kürzlich Verbreitung in pornografischen Filmen gefunden habe. Insbesondere bei dieser Praxis sei nicht ersichtlich, dass sie zu irgendeiner Steigerung des Lustempfindens beitragen könne, sie diene erkennbar einzig der Herabwürdigung der Frau und gehe oft mit verbaler Aggression einher. Pornografische Szenen endeten fast immer mit männlicher Ejakulation. Die Ejakulation fand in 96,7 % aller untersuchten Szenen außerhalb der Vagina statt und am häufigsten im Mund (58,6 %) der Frau. Zwar fehle es an empirischen Untersuchungen zur Frage, wie Frauen die dargestellten Praktiken tatsächlich empfinden, es sei aber deutlich geworden, dass Pornofilme in erheblichem Umfang Gewaltdarstellungen sowie zahlreiche erniedrigende Darstellungen von Frauen enthielten. Die Ergebnisse belegten, dass pornografische Mainstream-Filme die sexuellen Vorlieben und das Vergnügen von Männern priorisierten und Frauen insbesondere durch die gegen sie gerichtete physische und verbale Gewalt sowie die dargestellten Kopulations- und Ejakulationsformen erniedrigten.

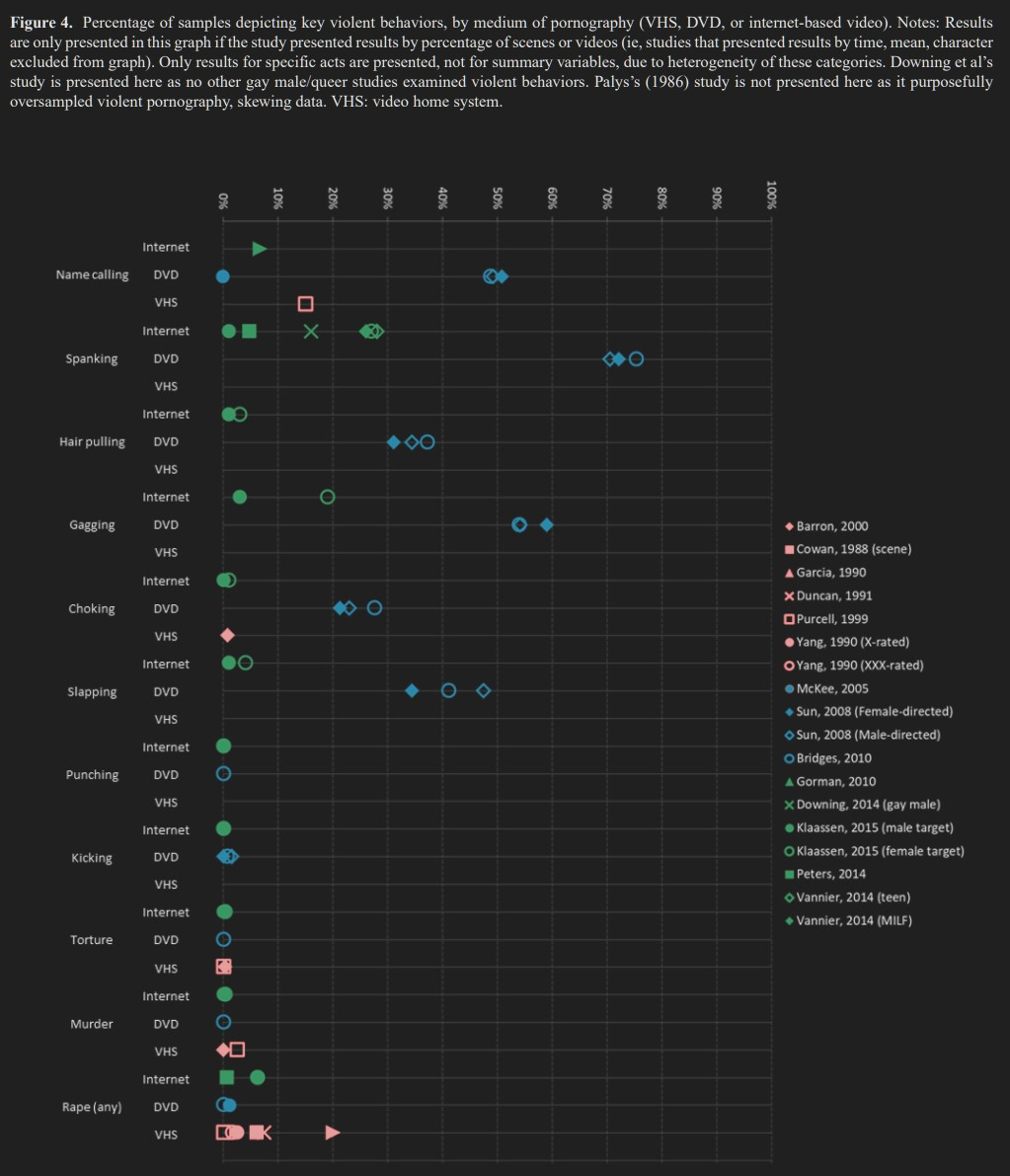
Darstellung von Gewalt in Videopornografie, Studien 1986–2014

Eine Metastudie aus dem Jahr 2020 fasste 23 quantitative Studien zu Inhalten von Videopornografie zusammen. Als Problem benannt werden darin uneinheitliche Methodiken und Definitionen von Gewalt bzw. Pornografie. Je nach Studie wurden Anteile gewalttätiger Inhalte in den analysierten Videos von 1 % bis 88 % gemessen, was nur teilweise an unterschiedlichen Stichproben und ebenso an unterschiedlichen, zugrundeliegenden Definitionen von Gewalt läge.
Gruppiert wurden die Studien nach Medium: Videos auf VHS waren Gegenstand von Studien zwischen 1986 und 2000, Studien von 2005 bis 2012 werteten DVD-Videos aus, ab 2010 wurden (mit einer Ausnahme 2012) nur noch Studien über Online-Inhalte einbezogen. Die Hypothese, Pornographie werde mit der Zeit „extremer“, können die Autoren nicht belegen, im Gegenteil seien VHS- und DVD-Studien mit dem höchsten Anteil aggressiver Verhaltensweisen aufgefallen, Vergewaltigungen („Rape“) nur in VHS-Analysen beobachtet worden. Unterschiedliche Samplingmethoden und Begriffsdefinitionen erschweren dabei die Analyse. Beobachtet werden konnte, dass Inhalte von Videopornografie hauptsächlich gesellschaftlich akzeptierte Praktiken abbilde, dabei jedoch sowohl aggressive Verhaltensweisen überwiegend von Männern gegenüber Frauen ausgeübt wurden als auch insgesamt heterosexuelle Stereotype dahingehend transportiert würden, dass Männer „...sexuelle Aktivitäten leiten oder dominieren, Frauen sich jeweils den von Männern gewünschten Akten hingeben sollten und sowohl Frauen als auch Männer diese Rollen als normal und angenehm empfinden würden.“

### Pornografie und Sexualstraftaten
In verschiedenen untersuchten Ländern (Dänemark, Schweden, Westdeutschland, USA, Japan, China, Kroatien, Finnland) wurde in einer 2000 veröffentlichten Studie nach der Aufhebung oder Lockerung von Pornografie-Verboten ein Rückgang von angezeigten und verfolgten Sexualstraftaten aufgezeigt. In Tschechien wurde kein Anstieg verzeichnet. Japan, ein Land, das traditionell für seine umfangreiche Vergewaltigungs-, BDSM- und Bondage-Pornografie bekannt ist (siehe japanische Pornografie), wird häufig als Beispiel für einen fehlenden bzw. sogar gegensätzlichen Zusammenhang zwischen Pornografie und Sexualstraftaten angeführt mit der Argumentation, dass in den 1970er Jahren Japan die damals niedrigste Rate bekannt gewordener Verbrechen im Bereich sexueller Gewaltdelikte aller Industrienationen aufwies. Dieser Umstand wurde allerdings vermehrt mit dem veralteten japanischen Sexualstrafrecht von 1907 (2023 wurde das japanische Strafgesetzbuch reformiert) sowie unterschiedlichen kulturellen Vorstellungen über die Rolle der Frau, ihr sexuelles Selbstbestimmungsrecht und den Umgang mit aussagebereiten Vergewaltigungsopfern in Japan erklärt. So sei Opfern von sexuellen Übergriffen teils nicht geglaubt worden bzw. sie seien mitverantwortlich für die an ihnen vorgenommenen sexuellen Handlungen gemacht worden, wenn sie sich nicht körperlich zur Wehr gesetzt hatten. Somit ist eine positive Korrelation zwischen Pornografie und Sexualstraftaten über die Verurteilungszahlen einer Gesellschaft aufgrund vieler relevanter Einflussfaktoren kaum nachweisbar, das Gegenteil allerdings ebenso wenig. Unklar ist, wie und inwieweit Pornografiekonsum eine Rolle in der sexualdelinquenten Entwicklung eines Individuums spielt. So wird konstatiert, dass Sexualstraftaten in der Regel ein exzessiver Pornokonsum vorausgeht und „häufiger Pornokonsum […] nachweislich die Tendenz, rücksichtslose Einstellungen zu vertreten“, fördert.

### Pornografie und Sucht
Die Existenz einer „Pornografiesucht“ war in der Forschungsliteratur lange nicht eindeutig geklärt worden. Mehrere Skalen zur Ermittlung „problematischen Pornografiekonsums“ wurden entwickelt. Mit der „Problematic Pornography Consumption Scale“ (PPCS) werden Items in Bezug auf den Pornkonsum abgefragt, die unter anderem mit Suchtverhalten assoziiert sind, so der Konsum trotz bekannter oder bereits eingetretener negativer Effekte. Mit der „Problematic Pornography Use Scale“ (PPUS) wird versucht, ein breiteres Spektrum von Pornografienutzung messbar zu machen und insbesondere auch nicht als pathologisch bewerteten Konsum besser zu erkennen und abzugrenzen. Eine Studie nach PPUS ergab 2023 so einen Anteil suchtgefährdeter Pornografienutzenden von knapp 4 % der Befragten.
2019 wurde die Störung mit zwanghaftem Sexualverhalten in den internationalen Krankheitskatalog der WHO (ICD-11) aufgenommen. Die  Pornografienutzungsstörung (PNS)  beschreibt die umgangssprachlich oft  Pornoabhängigkeit oder Pornosucht genannte, häufigste Subform der Störungen mit zwanghaftem Sexualverhalten und betrifft circa 4 % der Männer und höchstens 1 % der Frauen.  Ob eine Person von einer PNS betroffen ist, wird anhand verschiedener Kriterien bestimmt. Die Art des pornografischen Materials – etwa das Porno-Genre – sowie die Nutzungsdauer und Häufigkeit des Pornokonsums spielen dabei eine untergeordnete Rolle. Zwar erhöht ein zeitintensiver Pornografiekonsum das Risiko, an einer Pornografie-Nutzungsstörung zu erkranken. Jedoch kann auch eine Person an PNS leiden, die relativ selten Pornos schaut, während eine Person mit sehr hohem Pornografiekonsum nicht notwendigerweise die Diagnosekriterien erfüllt. Entscheidend für das Vorliegen einer PNS ist ein erlebter Kontrollverlust durch den Pornokonsum. Dieser kann sich darin zeigen, dass aufgrund eines verspürten Drangs Pornografie konsumiert wird, obwohl die Person das nicht will, oder der Konsum nicht eingestellt werden kann, obwohl das gewünscht wird. In der Folge können Probleme in allen Lebensbereichen auftreten, zum Beispiel die Vernachlässigung des Berufs oder wichtiger sozialer Beziehungen. 
Es gibt Hinweise darauf, dass bei Betroffenen der Pornografie-Nutzungsstörung ähnliche neurobiologische Auffälligkeiten auftreten wie bei anderen Suchterkrankungen, zum Beispiel in den Belohnungszentren im Gehirn. Die Pornografie-Nutzungsstörung kann behandelt werden, beispielsweise mit einer kognitiven Verhaltenstherapie. Die verhaltenstherapeutische Ambulanz für Erwachsene in Gießen hat sich auf die Behandlung der Pornografie-Nutzungsstörung bzw. der Störung mit zwanghaftem Sexualverhalten spezialisiert.

## Rechtslage

Rechtslage in der Welt:
Pornografie legal (Ausnahmen für harte Pornografie möglich)
Pornografie legal mit stärkeren Einschränkungen
Pornografie illegal
Daten nicht vorhanden oder unzuverlässig

Die Internationale Rechtslage zu Pornografie kennt weitgehend nur zwei Extreme – ein völliges Verbot oder eine nahezu völlige Freigabe mit einem expliziten Verbot von Kinderpornografie. In einigen wenigen Ländern sind zusätzlich Tierpornos oder Darstellungen sexueller Gewalt verboten. In vielen Ländern existieren darüber hinaus Regelungen zum Mindestalter der Konsumenten.

### Deutschland

#### Geschichte und Rechtsentwicklung
Vom 1. Januar 1872 bis 30. Juni 1968 (in der DDR) bzw. 27. November 1973 (in der Bundesrepublik) wurde Pornographie als „unzüchtige Schriften, Abbildungen oder Darstellungen“ bezeichnet.
Von 1872 bis 1900 war die Höchststrafe für die Verbreitung 100 Taler bzw. 300 Mark Geldstrafe bzw. 6 Monate Gefängnis, mit der Lex Heinze wurde 1900 die Höchststrafe auf 1000 Mark Geldstrafe bzw. ein Jahr Gefängnis angehoben. Im Zuge der Inflation wurde die mögliche Geldstrafe 1922/23 mehrmals erhöht, ab 1924 betrug sie bis zu 10.000 RM bzw. DM (bei Begehung aus Gewinnsucht bis zu 100.000 RM bzw. DM).
Im Strafgesetzbuch der DDR von 1968 blieb jede Verbreitung pornografischer Darstellungen strafbar, die Höchststrafe wurde auf 2 Jahre Freiheitsstrafe verdoppelt:
§ 125. Verbreitung pornografischer Schriften: „Wer pornografische Schriften oder andere pornografische Aufzeichnungen, Abbildungen, Filme oder Darstellungen verbreitet oder sonst der Öffentlichkeit zugänglich macht, sie zu diesem Zwecke herstellt, einführt oder sich verschafft, wird mit öffentlichem Tadel, Geldstrafe, Verurteilung auf Bewährung oder mit Freiheitsstrafe bis zu zwei Jahren bestraft.“ Dies blieb in dieser Form bis zum Ende der DDR 1990 in Kraft.
In der Bundesrepublik wurde mit Wirkung vom 1. Oktober 1968 § 184 StGB dahingehend verschärft, dass auch die Einfuhr „unzüchtiger“ Schriften, Tonträger, Abbildungen und Darstellungen (Pornografie) in das Gebiet der Bundesrepublik unter Strafe gestellt wurde (Vorbereitungshandlung).
1973 erfolgte in der Bundesrepublik die Umbenennung von „unzüchtige“ in „pornographische“ Schriften. Seit 1975 ist die Verbreitung von Pornografie in der Bundesrepublik grundsätzlich nicht mehr verboten, sondern nur noch aus Gründen des Jugendschutzes stark eingeschränkt (siehe unten).

#### Definition
Die strafrechtliche Definition des Begriffs Pornografie basiert auf dem Fanny-Hill-Urteil des Bundesgerichtshofs aus dem Jahr 1969; da damals das Verbreiten unzüchtiger Schriften verboten war (vgl. oben), hatte das Gericht der Frage nachzugehen, ob es sich bei Schilderungen geschlechtlicher Vorgänge grundsätzlich um unzüchtige Schriften handelt. Es kam dabei zu der Erkenntnis, dass eine solche Schrift dann nicht unzüchtig sei, „wenn sie nicht aufdringlich vergröbernd oder anreißerisch ist und dadurch Belange der Gemeinschaft stört oder ernsthaft gefährdet“ (BGHSt 23, 40).
Im Zuge der Strafrechtsreform wurde 1973 der Begriff unzüchtige Schriften durch pornografische Schriften ersetzt. Nach Auffassung des Sonderausschusses des Bundestags für die Strafrechtsreform sind Schriften, Ton- und Bildträger dann als pornografisch einzustufen, wenn sie „zum Ausdruck bringen, daß sie ausschließlich oder überwiegend auf die Erregung eines sexuellen Reizes bei dem Betrachter abzielen und dabei die im Einklang mit allgemeinen gesellschaftlichen Wertvorstellungen gezogenen Grenzen des sexuellen Anstandes eindeutig überschreiten“ (BT-Drs. VI/3521, S. 60). Der Gesetzgeber geht bei Pornografie also von einer Obszönität aus.
In der deutschen Rechtsprechung wird regelmäßig wörtlich oder sinngemäß eine Definition des OLG Düsseldorf aus dem Jahr 1974 genannt. Danach handelt es sich bei Pornografie um „grobe Darstellungen des Sexuellen, die in einer den Sexualtrieb aufstachelnden Weise den Menschen zum bloßen, auswechselbaren Objekt geschlechtlicher Begierde degradieren. Diese Darstellungen bleiben ohne Sinnzusammenhang mit anderen Lebensäußerungen und nehmen spurenhafte gedankliche Inhalte lediglich zum Vorwand für provozierende Sexualität.“
Das Bundesverwaltungsgericht hat 2002 definiert: „Ein Film ist ‚pornographisch‘ im Sinne von § 184 StGB, wenn sein Inhalt unter Hintansetzung sonstiger menschlicher Bezüge sexuelle Vorgänge in grob aufdringlicher, anreißerischer Weise in den Vordergrund rückt und ausschließlich oder überwiegend auf die Erregung sexueller Reize abzielt.“ (BVerwGE 116, 5)
In einer Entscheidung aus dem Jahre 2014 kombiniert der Bundesgerichtshof verschiedene ältere Definitionen: „‚Pornographie‘ ist die Vermittlung sexueller Inhalte, die ausschließlich oder überwiegend auf die Erregung eines sexuellen Reizes beim Betrachter abzielt und dabei die im Einklang mit allgemeinen gesellschaftlichen Wertvorstellungen gezogenen Grenzen des sexuellen Anstands überschreitet […]. Nach heutigem Verständnis bestimmt sich die im Einzelfall schwer zu bestimmende Grenze nach der Wahrung der sexuellen Selbstbestimmung des Einzelnen […]; pornographisch ist demgemäß die Darstellung entpersönlichter sexueller Verhaltensweisen, die die geschlechtliche Betätigung von personalen und sozialen Sinnbezügen trennt und den Menschen zum bloßen auswechselbaren Objekt geschlechtlicher Begierde oder Betätigung macht“.
Wissenschaftliche Schriften können nicht pornografisch sein. Dagegen ist eine strikte Trennung zwischen Kunst und Pornografie nicht möglich, wie das Bundesverfassungsgericht in seiner Mutzenbacher-Entscheidung festgestellt hat.

#### Verfassungsrecht
Eine im Jahr 2005 von einem deutschen Pornoanbieter eingereichte Verfassungsklage zur Aufhebung des damaligen § 184c StGB (2008 bis 2020: § 184d StGB, durch das 60. StÄG v. 30. November 2020 ersetzt durch Erweiterung des Inhaltsbegriffs des § 11 Abs. 3 StGB), soweit er sich auf das Verbreiten weicher Pornografie in Tele- und Mediendiensten (bzw. auf Verwendung nach Ansicht der Fachgerichte unzureichender Altersverifikationssysteme dabei) bezog, wurde im Oktober 2009 wegen unzureichender Begründung abgewiesen.

#### Verbreitung
Seit 1975 ist die Verbreitung von Pornografie in der Bundesrepublik Deutschland grundsätzlich nicht mehr verboten, sondern nur noch aus Gründen des Jugendschutzes stark eingeschränkt.
Verboten ist das Zugänglichmachen von Pornografie an Personen unter 18 Jahren (§ 184 StGB). Lediglich „zur Sorge für die Person Berechtigte“, in der Regel also die Eltern, dürfen Jugendlichen pornografische Inhalte überlassen (Erzieherprivileg), sofern sie dadurch ihre Erziehungspflicht nicht gröblich verletzen. Das Vorzeigen oder Vorführen vor Personen unter 14 Jahren ist als sexueller Missbrauch von Kindern ohne Körperkontakt mit höherer Strafe bedroht und auch für die Sorgeberechtigten stets strafbar.
Pornografie ist automatisch indiziert und darf deswegen nur an Orten angeboten und beworben werden, die Kindern und Jugendlichen keinesfalls zugänglich sind (wie Sexshops, Erwachsenenvideotheken: Verkauf von entsprechendem Material nur „unter dem Ladentisch“ an Erwachsene).
Der Versandhandel ist nach § 184 Abs. 1 Nr. 3 verboten. Gemäß einer Legaldefinition in § 1 Abs. 4 JuSchG handelt es sich jedoch dann nicht um einen Versandhandel, wenn ein Altersverifikationssystem eingesetzt wird. Ob diese Definition des Versandhandelsbegriffs auch auf § 184 StGB anzuwenden ist, ist umstritten.

#### Fernsehen
Pornografie darf nicht im frei empfangbaren Fernsehen gezeigt werden. Eine modifizierte Ausnahme bieten Bezahlfernsehsender wie Sky. Da nach § 4 Abs. 2 Ziff. 1 des Staatsvertrags über den Schutz der Menschenwürde und den Jugendschutz in Rundfunk und Telemedien (Jugendmedienschutz-Staatsvertrag) pornografische Sendungen als unzulässige Angebote qualifiziert sind, werden in Bezahlfernsehsendern bislang regelmäßig nur Produktionen ausgestrahlt, die im Zusammenhang mit pornografischen Filmaufnahmen durch eine zweite Kamera mitgeschnitten worden sind. Das bedeutet, dass die Darsteller am Pornoset zwar zu sehen (und zu hören) sind, die Nahaufnahmen von sexuellen Handlungen aber entweder unterbleiben oder nur angedeutet sind. Die Nutzung solcher Bezahlfernsehprogramme setzt einen entsprechenden Altersnachweis (ab 18 Jahren) des Kunden voraus. Inzwischen ist die Ausstrahlung solcher Programme nicht mehr auf das Bezahlfernsehen beschränkt, auch private, aber kostenlos empfangbare Sender strahlen solche Filme aus.
Inzwischen gibt es auch in Deutschland via Pay-TV Pornografie im engeren Sinne im sogenannten Pay-per-View-System. Dies ist deswegen möglich, weil der Ausstrahler dann nicht mehr als Fernsehsender, sondern als Telemedium angesehen wird.
Ärger gab es 2003, als Eurosport mit einem Erotikanbieter kooperierte, um einen Abo-Dienst für Pornofilme unter der Bezeichnung Sexxxcast.TV über die Austastlücke anzubieten. Da Eurosport zum damaligen Zeitpunkt aber noch im Digitalpaket des ZDF vertreten war, entstand viel Wirbel (das ZDF drohte sogar mit Rauswurf Eurosports aus dem Digitalpaket, was am 1. Januar 2006 nach Änderungen am Rundfunkstaatsvertrag trotzdem geschah) und die Kooperation wurde schon nach kurzer Zeit wieder beendet. Wiederbelebungsversuche seitens des Diensteanbieters scheiterten. Bereits Mitte April 2001 versuchte ein Unternehmen nachts auf dem Sendeplatz von r@dio.mp3 den Sexkanal Video.mp4 zu starten. Die Technik sollte genau dieselbe wie bei Sexxxcast.TV sein. Nach dem Bekanntwerden des Vorhabens setzte sich NBC Europe dagegen zur Wehr und somit kam es nicht zu einem Sendestart. Die Übertragungstechnik hierzu wird als TV Radio Cast bezeichnet.
Ein Problem für den deutschen Jugendschutz stellen frei empfangbare Sender aus Ländern dar, in denen Pornografie im Fernsehen nicht verboten ist, vor allem aus Spanien und Italien, deren Sendegebiet durch das Satellitenfernsehen aus technischen Gründen zwangsläufig und quasi unverhinderbar auch Deutschland umfasst.

#### Harte Pornografie
Bestimmte Arten von Pornografie unterliegen in Deutschland einem generellen Verbreitungsverbot. Die so genannte harte Pornografie darf weder verbreitet noch einem anderen auf sonstige Weise zugänglich gemacht werden. Dabei wird nicht unterschieden, ob die Darstellungen ein wahres oder ein fiktives Geschehen wiedergeben. Zur harten Pornografie gehören pornografische Darstellungen, die
- Gewalttätigkeiten (§ 184a Satz 1, Halbsatz 1 Alternative 1 StGB, siehe auch Gewaltpornografie) oder
- sexuelle Handlungen von Menschen mit Tieren (§ 184a Satz 1 Halbsatz 1 Alternative 2 StGB, siehe auch Tierpornografie) oder
- Kinder, also einer Person unter 14 Jahren (§ 184b StGB, siehe auch Kinderpornografie)
- Jugendliche, also eine Person zwischen 14 und 18 Jahren (§ 184 c StGB, siehe auch Jugendpornografie)

zum Inhalt haben.
Eine Verfolgung derartiger Publikationen wird in Deutschland zunehmend durch geschulte Mitarbeiter der Exekutive länderübergreifend koordiniert.
Da die Beschaffung von Kinderpornografie, welche Bilder realer Kinder zeigt, einen Markt bereitet und mittelbar zum Missbrauch von Kindern beiträgt, ist seit 1993 in Deutschland auch der Besitz von Kinderpornografie, die einen tatsächlichen Missbrauch zeigt, strafbar (Besitzverbot). Intention des Gesetzgebers war es auch, professionellen Händlern beizukommen, die sich stets erfolgreich damit verteidigten, ihre Video- oder Magazinsammlung sei nicht zur Verbreitung bestimmt, sondern diene nur dem privaten Konsum. Ein weiteres Beweisproblem war die Schwierigkeit, zwischen tatsächlichen Missbrauchsfällen und am Computer erstellten Fotomontagen zu unterscheiden. Daher wurde 1997 durch das IuKDG ebenfalls der Besitz von Kinderpornografie unter Strafe gestellt, die ein wirklichkeitsnahes Geschehen wiedergibt.
Seit 2008 ist auch der Besitz von Jugendpornografie, die Bilder realer Jugendlicher zeigt, strafbar. Allerdings besteht eine Ausnahme für zum persönlichen Gebrauch des Herstellers hergestellte Bilder, wenn der Jugendliche in die Herstellung eingewilligt hat (bis 2015 galt diese Ausnahme nur für selbst noch jugendliche Hersteller).

### Österreich
In Österreich ist Pornografie seit 1950 im Pornographiegesetz geregelt, davor war sie spätestens ab Beginn des 18. Jahrhunderts durch das Strafgesetz und verschiedene Erlässe großteils verboten gewesen. Die Einführung eines eigenen, strikteren Gesetzes erfolgte auf Vorlage der Regierung durch den Nationalrat, nachdem die Abgeordneten eine „Schmutz- und Schundflut“ in den Kiosken konstatiert hatten. So sollen „zweideutige“ Publikationen Papier österreichischer Fabriken erhalten haben, während große Tageszeitungen wegen Papiermangel nicht gedruckt werden konnten.
Das Pornographiegesetz ist bis heute gültig, allerdings durch eine Vielzahl von Gerichtsentscheiden in der Auslegung stark modifiziert worden, wodurch de facto aus einem Pornographieverbot eine Erlaubnis mit Ausnahmen wurde.
Paragraph 1 des Gesetzes stellt Herstellung, Verbreitung, Vorführung, Beförderung und Lagerung von unzüchtiger Pornografie unter Strafe, sofern dies in gewinnsüchtiger Absicht erfolgt. Der Begriff der Unzüchtigkeit umfasste ursprünglich jede Art der „Betonung der Geschlechtssphäre“ (also jede Pornografie), war aber ab den 1960ern schnell einer Definitionsänderung unterworfen. Eine Grundsatzentscheidung traf der Oberste Gerichtshof im Juni 1977, als er absolute Unzüchtigkeit als „auf sich selbst reduzierte und von anderen Lebenszusammenhängen gelöste, anreißerisch verzerrte […] Darstellungen von Unzuchtsakten, die als solche ihrer Art nach verboten und strafbar sind“ definierte („harte Pornografie“). Nach diesem Rechtssatz, dem die Judikatur weitgehend folgt, fallen darunter Kinderpornografie, Tierpornografie, Inzestpornografie sowie gewalttätige Pornografie, die Vergewaltigung oder ähnliche Sexualstraftaten darstellt. Gleichgeschlechtliche Pornografie fiel laut mehreren Gerichtsurteilen aufgrund des für sie geltenden Werbeverbotes zumindest bis 1997 ebenfalls prinzipiell unter „harte Pornografie“ und durfte nicht kommerziell vertrieben werden – mit der Ausnahme von Tirol und Vorarlberg, wo bereits 1989 das zuständige Oberlandesgericht ein entgegengesetztes Urteil fällte.
Der private Besitz, das Überlassen und der Konsum von harter Pornografie ist nicht strafbar – mit der Ausnahme der Kinderpornografie, die wie die Jugendpornografie nach § 207a StGB strafbar ist. Relative Pornografie ist jenes pornografisches Material, das nicht unzüchtig ist und daher nicht unter den Tatbestand der harten Pornografie fällt. Kommerzieller wie privater Vertrieb, Produktion und Besitz dieses Materials sind daher erlaubt.
Pornografische Publikationen, die „geeignet [sind], die sittliche oder gesundheitliche Entwicklung jugendlicher Personen (…) zu gefährden“, dürfen Personen unter 16 Jahren laut Paragraph 2 des Pornographiegesetzes nicht zugänglich gemacht werden. Auch hier war in den 1950ern eine viel striktere Auslegung des Gesetzes zu beobachten als wenige Jahrzehnte später. Die Beurteilung, ob eine pornographische Publikation die Entwicklung eines Jugendlichen gefährdet, unterliegt einer Einzelfallentscheidung. Es handelt sich daher um kein alle Pornografie betreffendes Verbot, auch machen sich die Jugendlichen unter 16 Jahren selbst nicht strafbar. Allerdings gibt es in den Jugendschutzgesetzen einzelner Bundesländer striktere Bestimmungen, in der Steiermark und Oberösterreich etwa ist das Zugänglichmachen von Pornografie für Minderjährige prinzipiell mit einer Geldstrafe belegt.

### Schweiz
Das Bundesgericht definierte Pornografie in seinem Urteil vom 20. Mai 2020:

«Der Begriff der Pornographie setzt zum einen voraus, dass die Darstellungen oder Darbietungen objektiv betrachtet darauf ausgelegt sind, den Konsumenten sexuell aufzureizen. Zum anderen ist erforderlich, dass die Sexualität so stark aus ihren menschlichen und emotionalen Bezügen herausgetrennt wird, dass die jeweilige Person als ein blosses Sexualobjekt erscheint, über das nach Belieben verfügt werden kann. Das sexuelle Verhalten wird dadurch vergröbert und aufdringlich in den Vordergrund gerückt.»

In der Schweiz wird nach Art. 197 Strafgesetzbuch bestraft, wer:
- Pornografie Jugendlichen unter 16 Jahren anbietet, zugänglich macht etc. oder durch Radio oder Fernsehen verbreitet,
- Pornografie aufführt, verbreitet etc., wenn die Zuschauer nicht vorher auf den pornografischen Charakter der Vorführung hingewiesen wurden,
- Pornografie, die sexuelle Handlungen mit Minderjährigen (seit 1. Juli 2014 unter 18 Jahren, vorher nur mit Kindern unter 16 Jahren) oder Tieren zum Inhalt hat, herstellt, einführt, in den Verkehr bringt etc. oder auch – seit 2001 – nur besitzt. Durch die Verschärfung der Art. 135 und Art. 197 Strafgesetzbuch am 1. April 2002 wurde der Besitz von „Gegenständen oder Vorführungen […], die sexuelle Handlungen mit Gewalttätigkeiten zum Inhalt haben“ strafbar. Seit dem 1. Juli 2014 ist auch der Konsum von harter Pornografie ohne den Tatbestand des Besitzes strafbar; seitdem zählen pornografische Darstellungen mit menschlichen Ausscheidungen nicht länger als harte Pornographie und sind dementsprechend legal. Wegen Straferhöhung für Gemeinsame Begehung durch mehrere Personen siehe Art. 200 StGB. Seit 1. Juli 2024 wird Gewaltpornografie im Art. 197 nicht mehr erwähnt, allerdings bleiben Darstellungen grausamer Gewalttätigkeiten nach Art. 135 StGB strafbar.

Nicht als Pornografie gelten Darstellungen, die einen „schutzwürdigen kulturellen oder wissenschaftlichen Wert“ haben.

## Gesellschaftliche Kontroversen

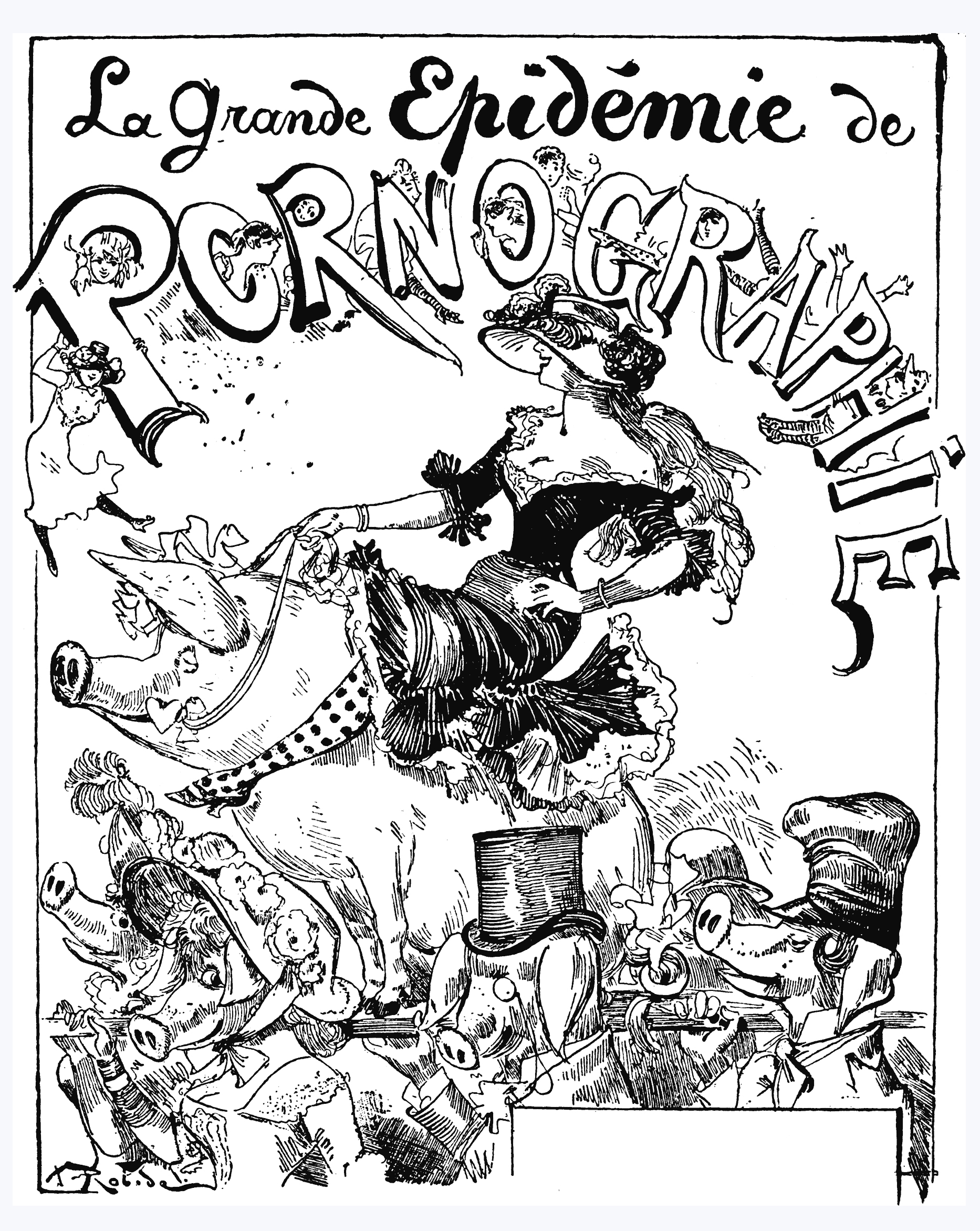
Karikatur, die sich kritisch mit Pornografie auseinandersetzt – „La grande Epidémie de Pornographie“, Frankreich, 19. Jahrhundert

Farbdruck, die Videotechnik sowie das Internet haben die Verfügbarkeit und den Zugang zu Pornografie im Laufe der zweiten Hälfte des 20. Jahrhunderts bedeutend vereinfacht. Seitdem werden zunehmend wissenschaftliche Studien über Auswirkungen von Pornografie auf die Psyche, besonders die von Adoleszenten, durchgeführt. Neben dem medienpädagogischen, sexualpsychologischen und forensischen Bereich, wird auf weltanschaulicher, sozialer und teilweise religiöser Ebene kontrovers diskutiert, ob sich der vereinfachte Zugang nun günstig, neutral, belastend oder sogar schädlich auf die jeweiligen Konsumenten auswirkt.

### Kritiker
Moderate Kritiker argumentieren differenziert medienpsychologisch sowie sexualpädagogisch; ein Großteil der Kritik wird aus feministischer und (wert-)konservativer Position geäußert. Feministinnen und Feministen befürchten, aus der dargestellten sexuellen Ausbeutung könne sich Misogynie, also ein Hass auf Frauen, ergeben, weil diese zum willenlosen Spielzeug und Sexualobjekt reduziert würden. Verachtung, sexueller Missbrauch, Gewalt und Vergewaltigung (vgl. Gewalt und Pornografie) könnten sich u. a. aus dem dargestellten realitätsfernen Nymphomanie-Mythos ergeben. Auch seien ein unrealistisches Körperbild sowie ins Groteske gesteigerte Vorstellungen von sexueller Größe und Potenz, vom Aussehen der primären und sekundären Geschlechtsmerkmale und den sexuellen Präferenzen beider Geschlechter problematisch in ihrer möglichen Wirkung.
Konservative Kritiker befürchten eher einen Abfall von den familiären Werten. Elternschaft stehe aufgrund der damit verbundenen Verantwortung einem solchen Lebensprinzip im Wege. Die extreme Rechte radikalisiert diese Einschätzung oftmals in der Überlegung, dass Pornografie gezielt eingesetzt werde, um das Fundament von Volk und Nation zu untergraben: So galt diesem politischen Lager beispielsweise in den gesellschaftlich hitzig geführten Debatten, die die bundesdeutsche Öffentlichkeit 1969–1973 über die rechtliche Freigabe der Pornografie führte, der Weltkommunismus als Urheber der „Pornowelle“. Dieser versuche damit die Bundesrepublik zu destabilisieren und so reif für die Übernahme durch die Sowjetunion zu machen.

#### Feminismus

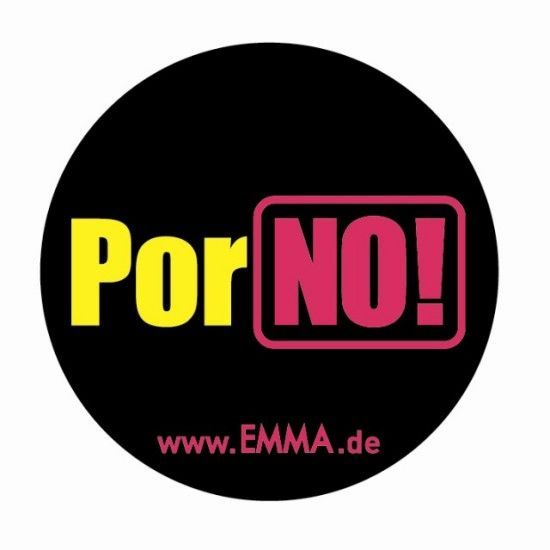
Logo der PorNO-Kampagne

Von feministischer Seite (Catharine MacKinnon, Andrea Dworkin, Alice Schwarzer u. a.) wird Pornografie kritisiert, in der Frauen als passives Objekt männlicher sexueller Begierden statt als aktives Subjekt dargestellt werden. Diese Art Pornografie insbesondere mit Bezug zu BDSM soll mit der von Schwarzer initiierten PorNO-Kampagne bekämpft werden. Ebenfalls mit Besorgnis wird die Darstellung von Frauen als stets sexwillige Personen betrachtet, die mit jedermann und sofort sexuelle Beziehungen eingehen wollen. Schwarzer vertritt die Auffassung, Pornografie stelle Sexualität realitätsfern dar und „macht so die Sexualität kaputt“.

#### Kirchen
Christliche Kirchen verurteilen die Herstellung und Verbreitung wie auch den Konsum von Pornografie je nach Konfession und Ausrichtung in unterschiedlicher Schärfe. Pornografie widerspräche der christlichen Sexualethik und sei als fragwürdige Form der Sexualität kritisch zu bewerten. Grundlage der ablehnenden Haltung war lange Zeit die biblisch begründete Sexualmoral, die Unkeuschheit als Hurerei und Sünde betrachtete und Sexualität nach religiösen Maßstäben nur in der Ehe verankert sah.
In der Evangelischen Kirche überwiegt in der Ablehnung von Pornografie heute (seit 2013) ein christliches, werteorientiertes Menschenbild auf psychologisch-pädagogischer Basis, das sich nicht länger als leibes- und lustfeindlich versteht, aber der Kommerzialisierung von Sexualität und Reduzierung auf das Körperliche, Funktionelle kritisch gegenübersteht.
Die Lehre der katholischen Kirche zur Sexualmoral verurteilt die Pornografie, so erklärte etwa Papst Johannes Paul II.: „Pornografie ist unmoralisch und im Kern asozial […]. Es liegt in der Natur der Pornografie, dass sie die wahre Bedeutung der menschlichen Sexualität als ein gottgegebenes Geschenk verneint […].“ Nach dem Katechismus (Deutsch, 2007, Nr. 2354) entstellt sie den Akt und „verletzt die Würde aller Beteiligten (Schauspieler, Händler, Publikum) schwer“, da sie „Gegenstand eines primitiven Vergnügens und zur Quelle unerlaubten Profits“ werden. „Die Staatsgewalt hat die Herstellung und Verbreitung pornographischer Materialien zu verhindern.“

#### Medienpsychologie
Dolf Zillmann betrachtet im Lehrbuch der Medienpsychologie erotische Darstellung und Pornografie als austauschbare Synonyme, die lediglich Unterschiede in der damit verbundenen Wertung aufwiesen. Diese wertende Haltung einer Gesellschaft könne sich jedoch ständig ändern. Deshalb hält er auch die Unterscheidung zwischen Pornografie als verwerfliche „explizite Darstellungen sexueller Handlungen“ und Erotik als unverwerfliche „verschleierte Darstellungen“ für unbrauchbar. Er betont, dass die Darstellungen in der Regel gewaltfrei sind. Die Partner hätten eine freie Entscheidung und damit gleiche Rechte. Auch bei Darstellungen von Gruppensex erfolgt der Wechsel des Partners zwanglos. Er hält deshalb die feministische Theorie der Dominanz für nicht haltbar.
Dennoch nimmt er einen kritischen Standpunkt ein: „Ein erkennbarer Effekt der Pornografie-Nutzung auf die allgemeine Lebenszufriedenheit ergibt sich nicht. Das utopische Vergnügen, das die Welt der Pornografie vorgaukelt, führt im Gegenteil zu sexueller, emotionaler und genereller Unzufriedenheit“. Es spiele eine große Rolle, dass Frauen wirklichkeitsfern als bereitwillige und übermotivierte Sexpartner auftreten. Eine häufig vorkommende Sexualfantasie von Männern sei nämlich der Mythos der Nymphomanie. Pornografie wirke auf drei Ebenen:
1. in der Wahrnehmung von Sexualität, insbesondere der weiblichen
2. in der Nachahmung sexueller Praktiken
3. in der Einstellung gegenüber sexuellen Praktiken

Aus der Darstellung von Körpern mit nur sehr geringen Abweichungen von einem Schönheitsideal und von unrealistischen körperlichen Leistungen würden Unmut und Resignation erwachsen. Bereits 2004 ergab eine Untersuchung, dass die durchschnittliche Penisgröße in Pornos mit 20,3 cm im Vergleich zu 14,7 cm die Länge des Durchschnitts-Gliedes um fast ein Drittel übertraf und dass Pornodarstellerinnen fast ausnahmslos mit Brustimplantaten versehen seien und filmische, computergestützte Nachbearbeitungen die Geschlechtsmerkmale in noch extremerer Form zeigten. In Folge ergäbe sich eine gänzlich überzogene Erwartungshaltung. Kombiniert mit der Erkenntnis der vermeintlich eigenen Mängel seien Enttäuschungen und Scham über die als defizitär wahrgenommene körperliche Ausstattung vorbestimmt. Diese Frustration würde die Lust mindern, sich in der Wirklichkeit auf andere einzustellen, von ihnen sexuell erregt zu werden, sodass in Folge intime Beziehungen austrocknen.
Pornografie und Beziehungsprobleme
Die Zunahme von erektiler Dysfunktion unter jungen Männern bewog Neurologen und Urologen, den Zusammenhang zum Pornografiekonsum zu untersuchen. Dabei wurde unter Pornokonsumenten mit suchtartigem Charakter eine Entwicklung von Frustration, Beziehungsproblemen, verarmter Sexualität, rücksichtslosen Befriedigungsversuchen, selbstsüchtigen Forderungen an die Partner, nachlassender Erregbarkeit mit und durch einen realen Partner und im extremen Fall Impotenz beobachtet.

#### Gehirnforschung
Eine vom Max-Planck-Institut in Auftrag gegebene Studie zeigte, dass Männer mit hohem Pornokonsum (deutlich über vier Stunden pro Woche) einen signifikant verkleinerten Nucleus caudatus (Schweifkern) aufwiesen – ein Areal im Gehirn, welches Belohnung wahrnimmt. Zudem litten sie tendenziell häufiger an Internetsexsucht, hatten einen erhöhten Alkoholkonsum und waren stärker depressiv. Gleichzeitig wurde ein Abstumpfungsprozess festgestellt, der in einer abnehmenden Aktivierung des linken Putamens sichtbar wurde, und zwar umso deutlicher, je mehr Pornos die männlichen Probanden konsumierten. Darüber hinaus wurden die Defizite im Belohnungssystem bei dieser extensiven Konsumentengruppe in der „unerwartet schwachen Verbindung zwischen Schweifkern und dorsolateralem präfrontalem Kortex“ deutlich. Nicht geklärt sei bis dato der kausale Zusammenhang, also ob Personen mit dysfunktionalem Belohnungssystem (neben anderen Süchten) vermehrt Pornos konsumierten oder ob der erhöhte Konsum sich schädigend auf die Gehirnfunktionen auswirke. Die Autoren der Studie vermuten allerdings, dass der hohe Pornokonsum zu diesen genannten Gehirn-Veränderungen geführt hat.

### PorYes und andere Befürworter
Im Bereich der Pornografieunterstützer lassen sich mindestens zwei Argumentationslinien unterscheiden. Zum einen werden antipornografische Tendenzen kritisiert. So erklärt etwa Nadine Strossen in ihrem Buch Zur Verteidigung der Pornographie, dass antipornografische Gesetze im Sinne von MacKinnon und Dworkin „wichtige Belange von Frauen- und Menschenrechten untergraben, anstatt sie zu fördern. Es [das Buch] soll zeigen, was für eine mundtote, unfreie Gesellschaft wir zu erwarten hätten, wenn diese Art von Gesetz zur Anwendung käme.“ Eine solche Position muss Pornografie nicht zwingend als ein positiv zu bewertendes Kulturgut ansehen.
Ein positiver Bezug zu – allerdings einer anderen, vielfältigen und weniger männerdominierten, klischeehaften Form von – Pornografie lässt sich in Teilen des sexpositiven Feminismus als PorYes und der Schwulen- und Queer-Bewegung finden. Häufig wird alternative Pornografie hier als Medium verstanden, in dem mit Geschlechterstereotypen und unkonventionellen Formen von Sexualität gespielt werden kann. Pornografie soll dabei tabuisierten Formen von Sexualität zum Ausdruck verhelfen und einen offensiveren Umgang mit diesen Themen ermöglichen. Entsprechend werden Pornos in diesem Bereich unter anderem in nichtkommerziellen Porno-Kollektiven produziert und auf queeren Filmfestivals und Veranstaltungen präsentiert.

## Rezeption in Literatur und Geschichtswissenschaften
Susan Sontag postulierte 1969 in dem in ihrem Sammelband Styles of radical will enthaltenen Essay The Pornographic Imagination die Legitimität der anspruchsvollen Pornografie als vollwertiger Literatur. Als Beispiele für anspruchsvolle im Gegensatz zur literarisch minderwertigen Pornografie führt sie unter anderen Georges Batailles Die Geschichte des Auges, Pauline Réages Geschichte der O und Catherine Robbe-Grillets L’image an.
Auch die Geschichtswissenschaft beschäftigt sich mit der erotischen bzw. pornografischen Literatur, insbesondere der französischen der Zeit vor der Revolution von 1789. Die Erforschung von Schriften wie Thérèse philosophe oder Histoire de Dom B… findet vor allem im Rahmen der Neuen Kulturgeschichte statt. Der Historiker Robert Darnton weist insbesondere auf das aufklärerisch-emanzipatorische Potential der Texte hin, bei denen die sittlichen Grenzüberschreitungen oft in Gesellschafts- und Religionskritik eingebettet sind.

## Umgangssprache
Komposita als begriffliche Anklänge aus dem angelsächsischen Kulturbereich für überzogen wirkende mediale Darstellungen wie Foodporn (für „Speiseninszenierung“) bzw. Poverty porn (für „Armutsinszenierung“) haben auch im deutschsprachigen Bereich einen Niederschlag gefunden.

### Deutschsprachige Literatur
- Pietro Aretino, Thomas Hettche: Stellungen. Vom Anfang und Ende der Pornografie. DuMont-Literatur-und-Kunst-Verlag, Köln 2003, ISBN 978-3-8321-7836-9.
- Sebastian Bischoff: „Die Stellung zum Sex wird immer mehr zu einer klaren politischen Trennungslinie“. Der Kampf der bundesdeutschen Rechten gegen die „Pornowelle“ um 1969. In: Archiv für Sozialgeschichte, 63/2023, S. 193–221.
- Bettina Bremme: Sexualität im Zerrspiegel. Die Debatte um Pornographie. Waxmann, Münster, New York 1990, ISBN 978-3-89325-042-4.
- Nicola Döring: Linda Williams’ „Hard Core“. Der Klassiker der Pornografie-Forschung wird 30 Jahre alt. In: Zeitschrift für Sexualforschung. Band 32, Nr. 1, 2019, S. 39–47, doi:10.1055/a-0835-1668.
- Andrea Dworkin: Pornographie. Männer beherrschen Frauen. Vorwort Alice Schwarzer, Emma, Köln 1987 (Originaltitel: Pornography, übersetzt von Erica Fischer). ISBN 3-922670-15-6.
- Paul Englisch: Irrgarten der Erotik. Eine Sittengeschichte über das gesamte Gebiet der Welt-Pornographie. Leipzig 1931 (Digitalisat)
- Werner Faulstich: Die Kultur der Pornographie: Kleine Einführung in Geschichte, Medien, Ästhetik, Markt und Bedeutung. Wissenschaftler-Verlag, Bardowick 1994, ISBN 3-89153-028-5.
- Johannes Gernert: Generation Porno. Jugend, Sex, Internet. Fackelträge, Köln 2010, ISBN 978-3-7716-4439-0.
- Anton-Andreas Guha: Sexualität und Pornographie: Die organisierte Entmündigung. Fischer-Taschenbuch, Frankfurt am Main 1971, ISBN 3-436-01467-2.
- Lynn Hunt (Hrsg.): Die Erfindung der Pornographie. Obszönität und die Ursprünge der Moderne. Fischer Taschenbuchverlag, Frankfurt am Main 1994, ISBN 978-3-596-12479-4.
- Rae Langton: Sprechakte und unsprechbare Akte. Menetekel Verlag, Berlin 2020, ISBN 978-3-9821207-0-6.
- Martin Mulsow, Dirk Sangmeister (Hrsg.): Deutsche Pornographie in der Aufklärung. Wallstein Verlag, Göttingen 2018, ISBN 978-3-8353-3271-3.
- Madita Oeming: Porno: Eine unverschämte Analyse. Rowohlt, 2023, ISBN 978-3-644-01712-2.
- Jakob M. Pastötter: Erotic Home Entertainment und Zivilisationsprozeß. Analyse des postindustriellen Phänomens „Hardcore.Pornographie“. Deutscher Universitätsverlag, Wiesbaden 2003, ISBN 3-8244-4534-4 (Dissertation Humboldt-Universität zu Berlin 2003, 191 Seiten, unter dem Titel: Das @postindustrielle Phänomen „Erotic Home Entertainment“ und der Prozeß der Zivilisation).
- Corinna Rückert: Die neue Lust der Frauen. Vom entspannten Umgang mit der Pornographie. Rowohlt, Reinbek bei Hamburg 2004, ISBN 3-499-61686-6.
- Corinna Rückert: Frauenpornographie – Pornographie von Frauen für Frauen. Eine kulturwissenschaftliche Studie. Peter Lang, Frankfurt am Main 2002, ISBN 3-631-36630-2 (Dissertation Universität Lüneburg 2000, 327 Seiten).
- Gayle Rubin: Thinking Sex: Notes for a Radical Theory of the Politics of Sexuality. In: Henry Abelove u. a. (Hrsg.): The Lesbian and Gay Studies Reader. Routledge, New York 1993 (Erstveröffentlichung 1984), dt. Sex denken. Anmerkungen zu einer radikalen Theorie der sexuellen Politik. In: Andreas Kraß (Hrsg.): Queer denken. Gegen die Ordnung der Sexualität (Queer Studies). Suhrkamp, Frankfurt am Main 2003, ISBN 3-518-12248-7, S. 31–79.
- Lea-Sophie Schiel: Sex als Performance. Theaterwissenschaftliche Perspektiven auf die Inszenierung des Obszönen. Transcript, Bielefeld 2020, ISBN 978-3-8376-5148-5.
- Marcus Schreibauer: Das Pornographieverbot des § 184 StGB: Grundlagen – Tatbestandsprobleme – Reformvorschläge. Roderer, Regensburg 1999, ISBN 3-89783-035-3.
- Linda Williams: Hard Core. Macht, Lust und die Traditionen des pornographischen Films. Stroemfeld/Nexus, Basel/Frankfurt am Main 1995, ISBN 978-3-86109-103-5.
- Dolf Zillmann: Pornografie. In: R. Mangold, P. Forderer, G. Bente (Hrsg.): Lehrbuch der Medienpsychologie. Hogrefe-Verlag für Psychologie, Göttingen/Bern/Toronto/Seattle 2004.
- Philip Siegel: Porno in Deutschland. Belleville, München 2010, ISBN 3-923646-09-7.
- Reinhard Winter: Porno, Sex und Männlichkeit. Wie junge Männer ihre Sexualität schaffen. Beltz Verlag, Weinheim 2022, ISBN 978-3-7799-6893-1.

### Nichtdeutschsprachige Literatur
- Beáta Bőthe, István Tóth-Király, Marc N. Potenza, Gábor Orosz, Zsolt Demetrovics: High-Frequency Pornography Use May Not Always Be Problematic. In: The Journal of Sexual Medicine. Band 17, Nummer 4, 2020, S. 793–811 (doi:10.1016/j.jsxm.2020.01.007).
- Ann Ferguson u. a.: Forum: The Feminist Sexuality Debates. In: Signs: Journal of Women in Culture and Society. Band 10, Nr. 1, 1984 (Darstellung der entsprechenden US-amerikanischen Diskussion;Teil 1: PDF, 202 kB (Memento vom 24. März 2004 im Internet Archive)).
- Walter Kendrick: Secret Museum: Pornography in Modern Culture. University of California Press, 1997, ISBN 0-520-20729-7.
- Wendy McElroy: A Woman’s Right to Pornography. St. Martin’s Press, New York 1995, ISBN 0-312-13626-9.
- Legs McNeil, Jennifer Osborne and Peter Pavia: The Other Hollywood: The Uncensored Oral History of the Porn Film Industry. Regan Books, 2005, ISBN 0-06-009659-4.
- Mari Mikkola (Hrsg.): Beyond Speech. Pornography and Analytic Feminist Philosophy. Oxford University Press, Oxford 2017, ISBN 978-0-19-025790-3 (englisch).
- Gayle Rubin: Misguided, Dangerous and Wrong: an Analysis of Anti-Pornography Politics. In: Assiter Alison, Carol Avedon (Hrsg.): Bad Girls and Dirty Pictures: The Challenge to Reclaim Feminism. Pluto, Boulder CO 1993, ISBN 0-7453-0523-7, S. 18–40.
- Robert Stoller: Porn: Myths for the Twentieth Century. Yale UP, Neuausgabe 1993, ISBN 0-300-05092-5.
- Nadine Strossen: Defending Pornography: Free Speech, Sex, and the Fight for Women’s Rights. 2. Auflage. University Press, New York 2000, ISBN 0-8147-8149-7 (1997 deutschsprachige Übersetzung der 1. Auflage).
- Shira Tarrant: The Pornography Industry: What Everyone Needs to Know. Oxford University Press, New York 2016, ISBN 978-0-19-020511-9.
- Linda Williams (Hrsg.): Porn Studies. B&T, 2004, ISBN 0-8223-3312-0.
- Ellen Willis: Feminism, Moralism, and Pornography. In: Ann Snitow, Christine Stansell, Sharon Thompson (Hrsg.): Powers of Desire: The Politics of Sexuality. Monthly Review Press, New York 1983, ISBN 0-85345-609-7, S. 460–467.